# Clubes brasileiros na Copa Libertadores da América
O Brasil disputa a Copa Libertadores da América desde a sua primeira edição, ocorrida em 1960. Um total de 31 clubes já disputaram a competição, sendo que 14 deles alcançaram as finais e 12 conquistaram ao menos um título, fazendo do Brasil o segundo maior campeão da competição, com 24 títulos, e o país com a maior quantidade de clubes campeões e finalistas.

## História

### 1960: Primeiro time brasileiro a participar da Libertadores
Coube ao Esporte Clube Bahia a honra de ser o primeiro representante brasileiro na maior competição de futebol das Américas, por ter sido o campeão da Taça Brasil de 1959, posteriormente reconhecido como o primeiro campeonato brasileiro de futebol.
Os baianos foram eliminados na primeira fase na Copa Libertadores da América de 1960, que equivalia a uma fase de quartas de final. De cara enfrentaram o campeão argentino da temporada anterior, o San Lorenzo, e após uma vitória para cada lado, foram eliminados no placar agregado de 5 x 3. Coube a Carlito, maior artilheiro da história do Bahia, a honra de marcar o primeiro gol de um clube brasileiro na história da competição.

### 1961: Primeiro brasileiro na final da Libertadores
A Sociedade Esportiva Palmeiras, que havia se sagrado campeão do Campeonato Brasileiro no ano anterior, foi o primeiro clube brasileiro e paulista a chegar numa final de Libertadores, e esteve perto de erguer a taça, porém o Peñarol levou a vantagem com gol de Alberto Spencer aos 89 do segundo tempo no jogo de ida por 1 a 0, e na volta o clube uruguaio empatou por 1 a 1, tornando-se bicampeão, enquanto o alviverde se sagrou vice.

### 1962: Primeiro título brasileiro é Santista

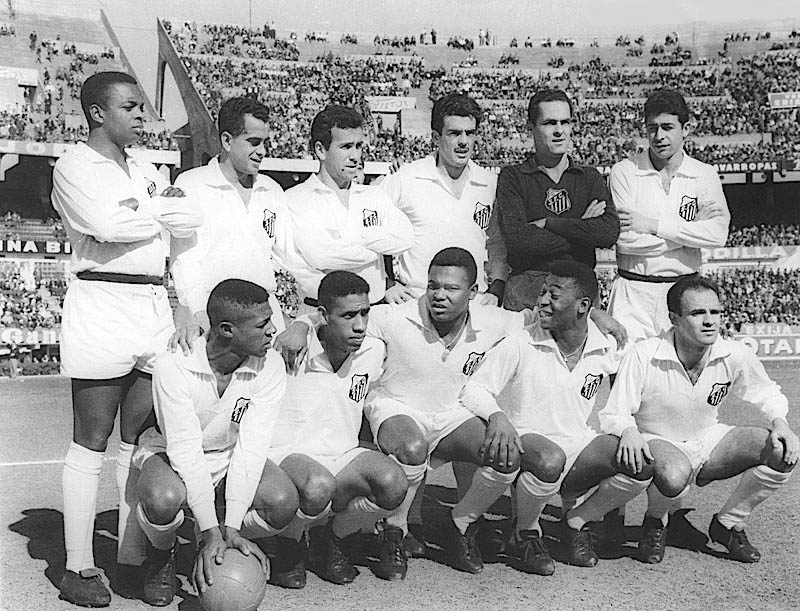
Elenco do Santos, campeão da Libertadores de 1962.

O Peñarol tentou seu tricampeonato na Libertadores, porém, o Santos Futebol Clube, outro clube paulista finalista, levou a melhor, ganhando de 2 a 1 na ida e perdendo de 3 a 2 para o clube uruguaio, que decidiu no jogo de desempate, aonde o alvinegro se consagrou campeão por 3 a 0, com gol contra de Omar Caetano e 2 de Pelé, sendo o primeiro brasileiro a conquistar a Libertadores.
Para chegar a esse ponto o Santos foi avassalador, obteve três vitórias e apenas um empate (inclusive as goleadas de 6 a 1 sobre o Deportivo Municipal e de 9 a 1 contra o Cerro Porteño), e chegou às semifinais da competição, só que desta vez contra o Universidad Católica que, por pouco, não tirou o sonho santista em chegar na final. Na ida, empatou com gols de Nawacki, do clube chileno, e Lima, e venceu por 1 a 0 com gol de Zito.

### 1963: Bicampeonato Santista
O Santos Futebol Clube, campeão do ano anterior, novamente sagrou-se campeão de maneira invicta, ao derrotar na final o Boca Juniors, da Argentina.
O primeiro jogo foi no Maracanã, e o Santos venceu por 3 a 2, com dois gols de Coutinho e um de Lima, no lado da equipe xeneize, o atacante José Sanfilippo também marcou dois gols. O segundo jogo foi disputado em La Bombonera, e o Santos voltou a vencer, dessa vez pelo placar de 2 a 1, com gols de Coutinho e Pelé, o Boca ainda marcou um gol com Sanfilippo.

### 1976: Primeiro título mineiro é da Raposa
O Cruzeiro Esporte Clube, clube mineiro de Belo Horizonte e vice-campeão do Campeonato Brasileiro de 1975, conseguiu chegar em sua primeira final de Libertadores contra o time argentino River Plate.
A raposa ganhou na ida por 4 a 1, com um gol de Nelinho e Palhinha e dois de Valdo. Já na volta, o clube argentino venceu por 2 a 1 na volta em casa. Não havia decisão por saldo de gols, sendo marcada uma terceira partida em campo neutro. Foi escolhida a cidade de Santiago, no Chile, para o jogo decisivo e o Cruzeiro ergueu a taça da Libertadores após vencer por 3 a 2 (gols de Nelinho, Eduardo e Joãozinho).
O clube mineiro novamente chegou na final em 1977, mas Boca Juniors, outro clube argentino, levou a taça ganhando em Buenos  Aires por 1 a 0 e perdendo em Belo Horizonte também por 1 a 0 (gol de Nelinho). No terceiro jogo, em Montevidéu no Uruguai, as equipes empataram em 0 a 0, e o Boca Juniors venceu a raposa nos pênaltis por 5 a 4.

### 1981: Primeiro título carioca é Rubro-Negro
O Clube de Regatas do Flamengo, campeão do Campeonato Brasileiro de 1980, caiu no Grupo 3 junto com Atlético Mineiro, vice-campeão do Campeonato Brasileiro, Olimpia e Cerro Porteño.
No jogo contra o Galo, que ocorreu no Estádio Serra Dourada em Goiânia, houve polêmicas acerca das expulsões dos jogadores do clube mineiro. Reinaldo, aos 32 minutos, deu um carrinho em Zico e foi expulso pelo árbitro José Wright. Em seguida, Éder reclamou com o juiz e logo foi expulso também, ocorrendo uma confusão. Reservas do Atlético Mineiro invadiram o campo e o jogo teve que ser paralisado por 30 minutos e, antes de voltar, Chicão e Palhinha receberam cartões vermelhos. A partida ainda estava 0 a 0, mas como não é permitido um time seguir em campo com seis jogadores, Flamengo avançou por W.O..
Nas semifinais, o time rubro-negro derrotou o Jorge Wilstermann, da Bolívia, e Deportivo Cali, da Colômbia, em casa e fora de casa, chegando à final contra o Cobreloa. O Flamengo venceu o Cobreloa por 2 a 1 na ida em casa, mas perdeu na volta por 1 a 0, e a partida teve que ir para o jogo de desempate, aonde o rubro-negro levou a melhor com 2 a 0 com gols de Zico, conquistando seu primeiro título.

### 1983: Primeiro título gaúcho é Gremista

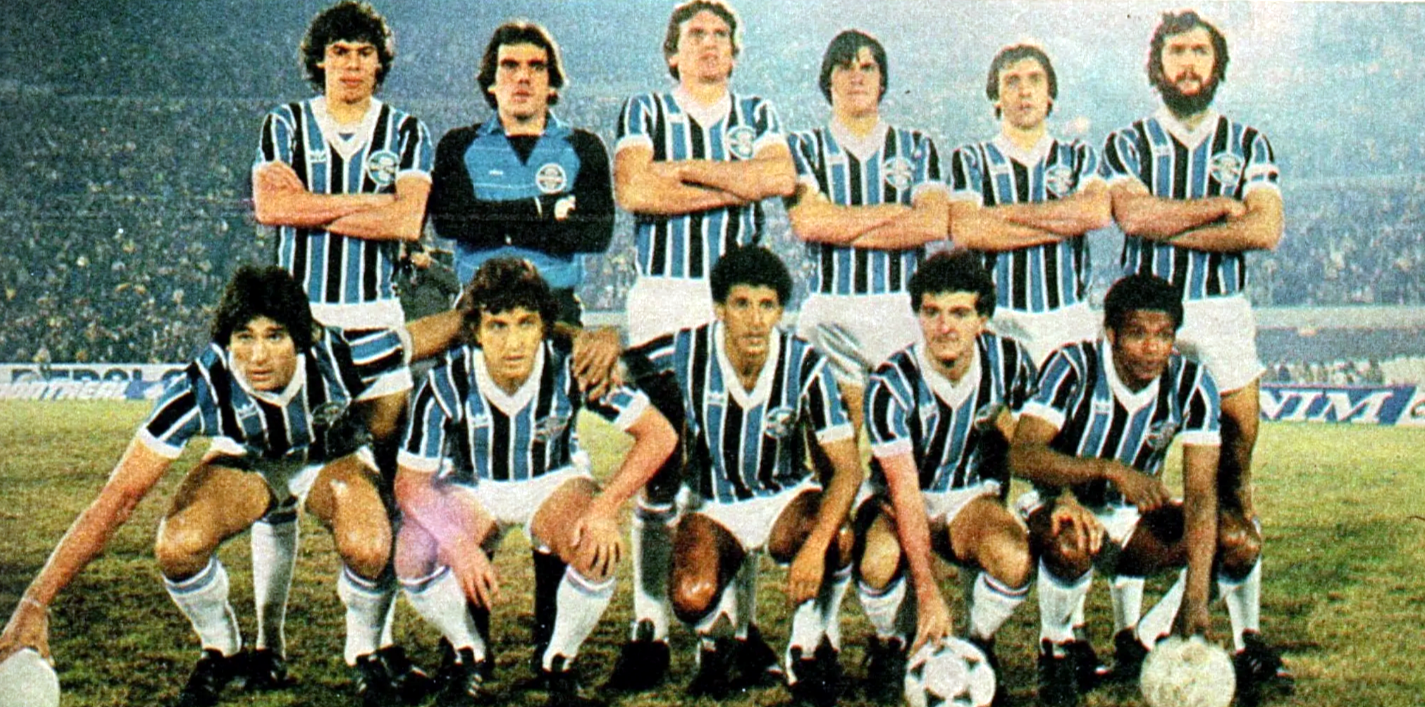
Elenco do Grêmio, campeão da Libertadores de 1983. Imagem do jornal argentino El Gráfico.

Grêmio Foot-Ball Porto Alegrense foi o primeiro clube gaúcho a ter chegado na Libertadores, apesar de ser vice-campeão no Campeonato Brasileiro de 1982 contra o Flamengo, e eliminou o Clube da Gávea, Blooming e Bolívar, da Bolívia, na primeira fase, e venceu no triangular das semifinais contra o Estudiantes, da Argentina, e América de Cali, da Colômbia, chegando nas finais, e desta vez contra o Peñarol.
No jogo de ida, o tricolor gaúcho empatou com o uruguaio por 1 a 1 fora de casa. Já na volta, o clube uruguaio passou a apelar nas faltas logo no início da partida. Nos primeiros minutos, Olivera deu cotovelada no Renato Gaúcho e as tensões continuavam subindo. No entanto, Grêmio abriu o placar aos 10 minutos do primeiro tempo com gol de Caio, mas o Peñarol empatou aos 25 minutos, quando Ramos cruzou para Morena fazer o gol. Logo, César, aos 31 minutos, fez o gol 'redentor' que decidia o placar. Já desesperados e nos minutos finais, os uruguaios apelaram para a violência, e o jogo teve que ser paralisado por diversos momentos, mas não impediu que o Grêmio fosse campeão da Libertadores, que marcou na história do clube gaúcho. O clube gaúcho tentou seu bi logo no ano seguinte, mas o Independiente levou a melhor, empatando na ida sem gols e vencendo na volta por 1 a 0, conquistando seu sétimo título.

### 1992/1993: Bicampeonato São-Paulino
O São Paulo Futebol Clube, campeão do Campeonato Brasileiro de 1991, chegou ao Grupo 2 da Libertadores, juntamente com Criciúma, campeão da Copa do Brasil de 1991. Lá, se classificou para as oitavas ficando em segundo lugar, passando o Nacional (vencendo por 1 a 0 e 2 a 0), o clube catarinense (que venceu por 1 a 0 e empatou por 1 a 1), o Barcelona de Guayaquil (vencendo por 3 a 0 e perdendo de 2 a 0), chegando às finais contra o Newell's Old Boys. Na ida, o tricolor paulista perdeu por 1 a 0, e venceu na volta também por 1 a 0, levando a disputa aos pênaltis. Raí, Ivan e Cafu converteram, enquanto Ronaldão perdeu. Já para o time uruguaio, apenas Zamora e Llop fizeram, enquanto o goleiro Zetti defende as batidas de Berizzo, [[Alfredo 
Mendoza|Mendoza]] e Gamboa, conquistando a sua primeira Taça Libertadores da América.
Logo no ano seguinte, São Paulo conquistou seu segundo título, já em cima do Universidad Católica, mas teve que passar pelo Newell's Old Boys, vice-campeão naquela época, nas oitavas (perdendo de 2 a 0 e vencendo por 4 a 0), pelo próprio Flamengo (empatando por 1 a 1 e vencendo por 2 a 0), pelo Cerro Porteño (vencendo por 1 a 0 e empatando sem gols), chegando na final contra o clube chileno (vencendo por 5 a 1 e perdendo por 2 a 0), conquistando seu bicampeonato, algo que os brasileiros não conseguiam desde 1963, quando Santos foi bicampeão da Copa Libertadores.

### 1995: Segundo título Gremista
Em 1995, o Grêmio Foot-Ball Porto Alegrense venceu seu segundo título de Libertadores, classificou-se para a competição por ter sido campeão da Copa do Brasil de 1994. O tricolor gaúcho se tornou o primeiro clube brasileiro a ser campeão da competição, sem que fosse de forma consecutiva.
Foi disputado o título entre Grêmio, do Brasil e Atlético Nacional, da Colômbia nos dias 23 e 30 de agosto. Na primeira partida, disputada no Olímpico, em Porto Alegre, vitória do Grêmio por 3 a 1. Jogando fora de casa, de forma que precisaria de um empate, empatou por 1 a 1, no Atanasio Girardot, em Medellín, e obteve seu título com apenas duas derrotas em todo o campeonato.

### 1997: Segundo título Cruzeirense
O Cruzeiro Esporte Clube conquistou o seu segundo título da competição ao superar o Sporting Cristal, 21 anos após seu primeiro título em 1976. O clube mineiro derrotou o peruano na partida de volta da final, realizada no Estádio Mineirão, em Belo Horizonte por 1 a 0; na partida de ida, empate sem gols no Estádio Nacional, em Lima.
O Cruzeiro deixou grandes adversários pelo caminho, como o Colo-Colo, do Chile, que já havia conquistado o torneio em 1991, e caiu para o Cruzeiro na semifinal, e o Grêmio de Porto Alegre, que já havia conquistado duas vezes o torneio (1983 e 1995), e foi eliminado nas quartas de final.

### 1998: Primeiro título Cruzmaltino
O Club de Regatas Vasco da Gama, que vinha de uma conquista do Campeonato Brasileiro de 1997, iniciou sua campanha bem complicada. Na primeira partida da fase de grupos, o Gigante da Colina foi derrotado por 1 a 0 pelo Grêmio e Chivas Guadalajara fora de casa, mas reagiu contra o América do México por 1 a 1, também fora de casa. Já em casa foi diferente. Vasco venceu o Grêmio por 3 a 0, 2 a 0 contra o Chivas Guadalajara e novamente 1 a 1 contra o América do México, e o Cruzmaltino ficou em segundo, apenas atrás do Grêmio, em 1º lugar, e avançou para as oitavas.
No mata-mata, o Vasco venceu o Cruzeiro, nas oitavas (2 a 1 na ida e empate sem gols na volta), e o Grêmio, nas quartas (1 a 1 na ida e 1 a 0 na volta), avançando para as semifinais contra o River Plate, que havia sido considerado um dos times mais fortes da América. Em São Januário, Donizete marcou o gol da vitória por 1 a 0. Já na Argentina, o River abriu o placar com gol de Sorín, porém Juninho, que saiu do banco de reservas, empatou aos 37 minutos do segundo tempo, decretando a vaga para as finais do torneio, desta vez contra o modesto Barcelona de Guayaquil. Na ida, o Vasco da Gama se deu bem com vitória por 2 a 0, gols de Luizão e Donizete. Os equatorianos tentaram criar um clima bem hostil em Guayaquil devido a sua fragilidade técnica, mas os vascaínos também superaram na volta por 2 a 1, novamente com gols de Luizão e Donizete, e ergueram a Libertadores pela primeira vez.

### 1999: Primeiro título Alviverde
Sob o comando de Felipão, a Sociedade Esportiva Palmeiras, campeão da Copa do Brasil de 1998, caiu no grupo do rival Corinthians (1 a 0 na ida e derrota por 2 a 1 na volta), Cerro Porteño (5 a 2 na ida e 2 a 1 na volta) e o Olimpia (4 a 2 na ida e empate por 1 a 1 na volta), e ficou em segundo lugar, com dois pontos atrás do Timão. Nas oitavas, o Verdão enfrentou o Vasco da Gama, o atual campeão da Libertadores naquela época, e na ida empatou por 1 a 1 no Estádio Palestra Itália, e venceu com uma goleada por 4 a 2 na volta com gols de Paulo Nunes, dois de Alex e Arce. Nas quartas, o alviverde venceu na ida por 2 a 0, com gols de Oséas e Rogério, mas o alvinegro derrotou no segundo jogo também por 2 a 0, levando a disputa aos pênaltis. Após Dinei chutar para fora, o goleiro Marcos defendeu o chute de Vampeta, e deixou o clube sonhar com o título. Desta vez, o Palmeiras enfrentou nas semifinais contra o River Plate, e perdeu na ida por 1 a 0, porém ganhou na volta por 3 a 0, com dois gols de Alex e um de Roque Júnior, chegando às finais da competição continental. 
O adversário do Verdão era o Deportivo Cali, que derrotou o Cerro Porteño nas 'semis', e o time colombiano venceu na ida por 1 a 0, mas o time alviverde venceu na volta por 2 a 1, com gols de Evair (de pênalti) e Oséas, levando a partida à penalidade máxima. Zinho chutou na trave, mas o Palmeiras superou com gols de Júnior Baiano, Roque Júnior, Rogério e Euller, contando com os erros de Bedoya e Zapata, e houve festa no 'chiqueiro', com o Palmeiras sendo o terceiro clube paulista a ganhar a Libertadores.

### 2002: Final no Pacaembu
Vice-campeão do Campeonato Brasileiro de 2001, a Associação Desportiva São Caetano entrou no grupo com Cobreloa (venceu por 3 a 0 na ida e perdeu de 2 a 1 na volta), Cerro Porteño (perdeu na ida e venceu por 3 a 1 na volta) e Alianza Lima (vencendo de 3 a 0 na ida e 4 a 0 na volta), ficando em primeiro lugar com 12 pontos, mesmo ponto que o Cobreloa, mas perdeu nos saldos de gols. Nas oitavas de final, o Azulão teve dificuldades, empatando por 1 a 1 na ida e volta contra o Universidad Católica, levando a disputa aos pênaltis. O São Caetano venceu a partida por 4 a 2, e teve como adversário nas quartas o Peñarol. O clube paulista perdeu em Montevidéu por 1 a 0, mas reagiu na volta por 2 a 1, que levou a partida novamente aos pênaltis, já que não havia critério de gols. Os brasileiros levaram a melhor por 3 a 1 e avançaram para as semis. Lá, eles enfrentaram o América, do México, que era respeitado pelos times na América do Sul, porém o Azulão levou a melhor vencendo por 2 a 0 na ida, e assegurando a vantagem por 1 a 1 na volta.
Nas finais, São Caetano enfrentou o Olimpia (que havia eliminado o Grêmio nas semifinais também nos pênaltis, só que por 5 a 4), e venceu na ida por 1 a 0 com gol de Aílton em Assunção. Como só podia ter no mínimo 40 mil torcedores no estádio, a equipe azul se mudou do Estádio Anacleto Campanella para o Pacaembu. O Azulão abriu o marcador com o gol de Aílton, mas o Olimpia virou o placar por 2 a 1, levando a disputa à penalidade máxima. Os 'paulistas azuis' ficaram próximos de erguer a Copa Libertadores pela primeira vez, mas acabou dando 'zebra', e o Olimpia levou a melhor nos pênaltis por 4 a 2, contando com as falhas de Marlon e Serginho, ganhando seu terceiro título.

### 2005: Primeiro brasileiro tricampeão é o São Paulo

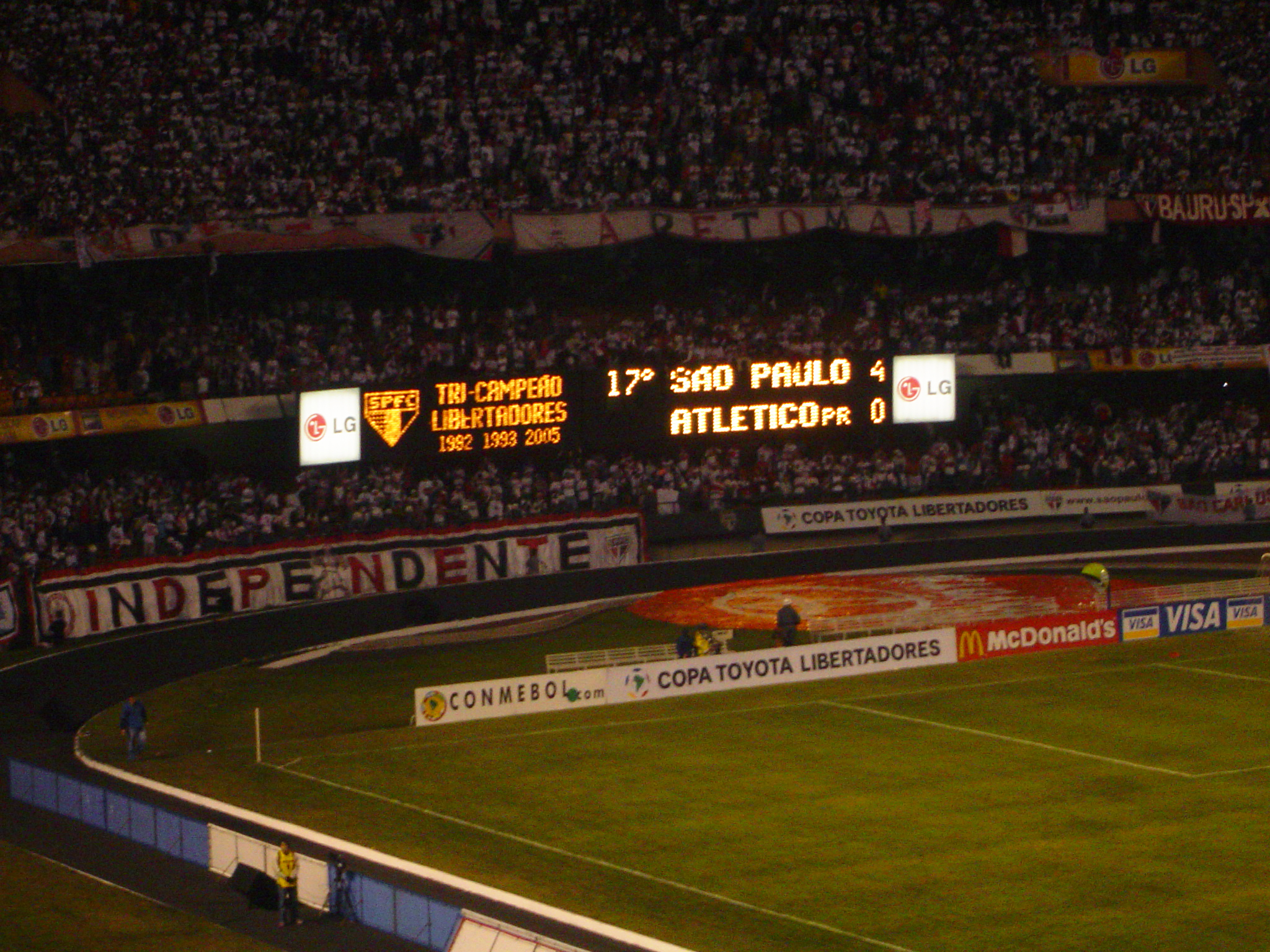
Final da Libertadores de 2005, entre São Paulo e Atlético Paranaense no Morumbi.

A Copa Libertadores da América ganhou sua primeira final de brasileiros, e desta vez foi de diferentes estados, como de São Paulo contra o Atlético Paranaense. Antes disso, o clube paranaense, vice-campeão do Campeonato Brasileiro de 2004, entrou no grupo do Independiente Medellín (perdendo de 4 a 0 na ida e empatando por 2 a 2 na volta), o América de Cali (vencendo por 2 a 1 e perdendo por 3 a 1), e o Libertad (perdendo de 2 a 1 na ida e vencendo também por 2 a 1 na volta), ficando em 2º lugar com 10 pontos, empatando com Independiente Medellín, mas perdeu nos gols marcados. Já a situação do São Paulo foi diferente. O tricolor paulista entrou no grupo de Universidad de Chile (empatando na ida por 1 a 1 e vencendo por 4 a 2 na volta), Quilmes (empatando por 2 a 2 na ida e vencendo por 3 a 1 na volta) e The Strongest (empatando na ida por 3 a 3 e vencendo por 3 a 0 na volta), ficando em 1º lugar com 12 pontos.
No mata-mata, o Atlético Paranaense teve dificuldades ao enfrentar o Cerro Porteño nas oitavas. Ele venceu o clube paraguaio por 2 a 1 na Arena da Baixada, mas na volta perdeu também por 2 a 1, levando a disputa aos pênaltis, aonde o rubro-negro paranaense levou a melhor por 5 a 4. Nas quartas de final, o Atlético enfrentou o Santos, e levou dificuldade na ida, mas venceu por 3 a 2 e na volta não teve a façanha de perder, que no caso foi 2 a 0 o placar, e o Furacão foi para as semis. Lá, teve como adversário o Chivas Guadalajara, que venceu o Boca Juniors por 4 a 0 nas quartas de final. Em casa, o Atlético Paranaense venceu o time mexicano por 3 a 0 e assegurou o empate por 2 a 2 fora de casa, chegando em sua primeira final, aonde foi enfrentar o São Paulo.
Já o São Paulo, eliminou o rival Palmeiras por 2 a 0 fora de casa e por 1 a 0 no Morumbi, depois goleou o Tigres UANL nas quartas por 4 a 0 em casa e ainda venceu por 2 a 1 na volta. Já nas semifinais da competição, o tricolor paulista enfrentou o River Plate, que havia eliminado o Banfield nas quartas de final, e levou a melhor, ganhando por 2 a 0 em casa e por 3 a 2 no Estádio Monumental de Nuñez e chegou em sua quinta final (que não disputava desde 1994).
Nas finais da competição continental, Atlético Paranaense abriu o placar no Beira Rio (já que a Arena da Baixada não possuia capacidade o suficiente para caber muitos torcedores naquela época) com gol de Aloísio aos 14 minutos do 1º tempo, mas sofreu o empate com gol contra de Durval aos 7 minutos do 2º tempo. Já no Morumbi, o Furacão esteve perto de sonhar com o título, mas passou vexame. O São Paulo goleou o rubro-negro paranaense por 4 a 0, com gols de Amoroso (aos 16 minutos), Fabão (aos 52 minutos), Luizão (aos 71 minutos) e Tardelli (aos 89 minutos), ganhando seu terceiro título após 12 anos.

### 2006: Primeiro título Colorado
O Sport Club Internacional, que havia sido vice-campeão do Campeonato Brasileiro de 2005, garantiu sua vaga na Copa Libertadores da América, e foi no grupo do Nacional (empatou sem gols na ida e venceu na volta por 3 a 0), o Unión Maracaibo (empatou por 1 a 1 na ida e venceu por 4 a 0) e o Pumas UNAM (vencendo por 2 a 1 na ida e 3 a 2 na volta), ficando 1º lugar isolado com 14 pontos. O São Paulo, atual campeão da Libertadores naquela época, foi diretamente para o grupo 1, onde continha o Chivas Guadalajara (perdeu por 2 a 1 na ida e também na volta), o Caracas (venceu por 2 a 1 na ida e 2 a 0 na volta) e o Cienciano (venceu por 2 a 0 na ida e 4 a 1 na volta), ficando em 1º lugar com 12 pontos, o mesmo do Chivas, que perdeu no número de vitórias.
Nas oitavas, o Internacional venceu o mesmo Nacional por 2 a 1 fora de casa, e assegurou a vaga para as quartas em casa com um empate sem gols. Nas quartas de final, o colorado enfrentou a LDU Quito, que goleou o Tigres UANL por 4 a 0, e teve dificuldades devido à altitude em Quito, aonde perdeu na ida por 2 a 1, mas superou o clube equatoriano ganhando por 2 a 0 em Porto Alegre, avançando para as semifinais. Lá, o Inter teve como adversário o Libertad (que venceu o River Plate por 5 a 3 no placar agregado), e empatou sem gols no Estádio Dr. Nicolás Leoz, no Paraguai. No jogo de volta, o colorado venceu o time paraguaio e avançou para as finais pela segunda vez.
Na situação do São Paulo, eliminou novamente o Palmeiras nas oitavas de final com empate por 1 a 1 e vitória por 2 a 1 no Estádio do Morumbi, passou o Estudiantes com derrota por 1 a 0 fora de casa e vitória por 1 a 0, levando a disputa às penalidades máximas por 4 a 3. Nas semifinais da competição, o tricolor paulista venceu o Chivas Guadalajara, que estava em seu grupo, por 1 a 0 fora de casa e 3 a 0 em casa, chegando em sua sexta final.
No torneio, foi a segunda final entre clubes brasileiros seguido (já que teve a final na edição anterior entre São Paulo e Atlético Paranaense). No Morumbi, Rafael Sóbis abriu o placar aos 53 minutos e ampliou aos 61, enquanto Edcarlos diminui aos 75 minutos da partida. No jogo de volta, o Internacional de Abel Braga assegurou a vantagem com um empate de 2 a 2 (gols de Fernandão e Tinga para o colorado; Fabão e Lenílson para o tricolor paulista) e bateu o São Paulo de Muricy Ramalho, conquistando o segundo título gaúcho (já que Grêmio, rival do Inter, havia ganhado dois títulos da Libertadores).

### 2008: A primeira decisão no Maracanã

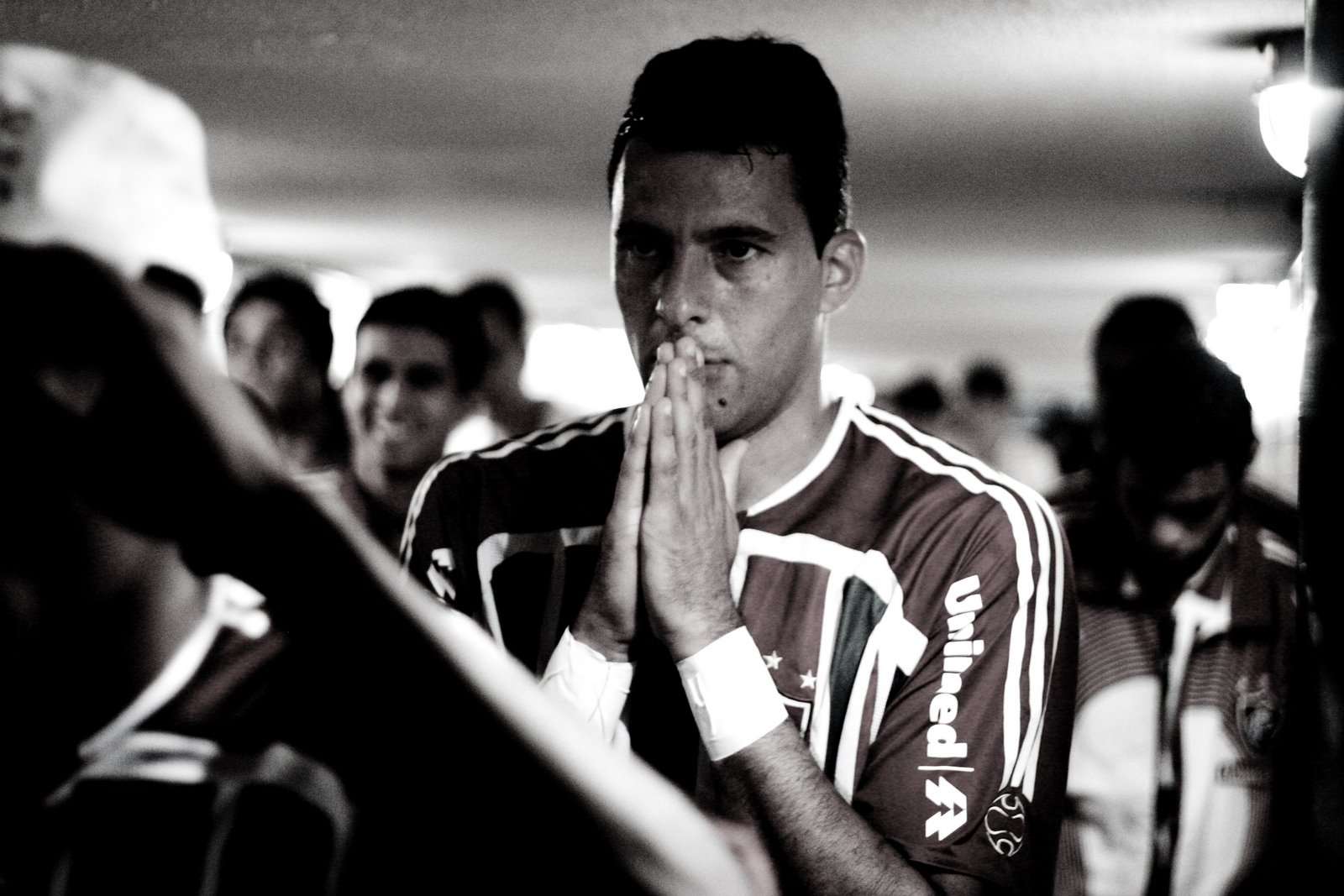
Washington, atacante do Fluminense, pouco antes da final da Libertadores de 2008.

O Fluminense Football Club se classificou para a Copa Libertadores depois de ganhar a Copa do Brasil de 2007, mesmo estando em 4º lugar no Campeonato Brasileiro. O Flu ficou no grupo 8 com a LDU, do Equador, o Arsenal de Sarandí, da Argentina, e o Libertad, do Paraguai. Ao final da fase de grupos, o Fluminense alcançou não apenas o 1º lugar do grupo 8, mas também o 1º lugar geral, com 13 pontos conquistados.
Nas oitavas de final, o Tricolor das Laranjeiras visitou o Atlético Nacional, no Estádio Atanásio Girardot, e venceu os colombianos por 2 a 1. Na partida de volta, o Flu novamente se impôs e venceu os Verdolagas por 1 a 0, no Maracanã.
Nas quartas de final, o Fluminense encarou o fortíssimo time do São Paulo, que era o atual campeão brasileiro (e que também conquistou o Brasileirão em 2008). No Morumbi, o tricolor paulista levou a melhor e venceu o tricolor carioca por 1 a 0, com gol de Adriano Imperador. Na partida de volta, no Maracanã, o Fluminense venceu o São Paulo 3 a 1 num jogo eletrizante, com Washington fazendo o gol da classificação no final do jogo após cabecear no ângulo direito de Rogério Ceni. O gol heróico de Washington classificou o Fluminense pela primeira vez na história para as semifinais da Copa Libertadores da América.
Nas semifinais, o Fluminense enfrentou o fortíssimo e tradicional Boca Juniors, que era o campeão vigente da Copa Libertadores. A partida de ida, no El Clindro, terminou empatada em 2 a 2 . Os gols do Fluminense foram marcados por Thiago Silva e Thiago Neves e os 2 gols do Boca foram marcados pelo craque Riquelme. Na partida de volta, no Maracanã, a equipe tricolor superou os xeneizes por 3 a 1, de virada, e se classificou para a final da Copa Libertadores da América, um feito inédito para o clube até então. Os gols do Fluminense foram marcados por Washington, Conca e Dodô. O gol solitário do Boca Juniors foi marcado por Martín Palermo.
Na final da Libertadores da América, o Fluminense reencontrou a LDU, que havia ficado em 2º lugar no grupo 8. No jogo de ida, na altitude de Quito, o Fluminense foi superado pelos equatorianos pelo placar de 4 a 2. Na decisão do torneio, que ocorreu no Maracanã, o Fluminense venceu a LDU por 3 a 1 com três gols de Thiago Neves e forçou a prorrogação. Como na prorrogação não houve gols, a decisão foi para a disputa por pênaltis. Nos pênaltis, a estrela do goleiro José Cevallos brilhou e a LDU foi campeã da Libertadores após superar o Fluminense pelo placar de 3 a 1.

### 2010: Segundo título Colorado
Pela segunda vez na história, o Sport Club Internacional, sagrou-se campeão da Copa Libertadores, batendo grandes adversários, como nas quartas de final o tetracampeão Estudiantes, naquele momento o presente campeão do torneio, e nas semifinais o tricampeão São Paulo. O título veio após o time vencer as duas partidas da final contra o Chivas Guadalajara, do México.
Foram disputados dois jogos, o primeiro realizou-se no Estádio Omnilife, em Zapopan, e o placar foi de 2 a 1 para a equipe gaúcha. O segundo jogo foi no Estádio Beira-Rio, em Porto Alegre, e o Inter voltou a vencer, dessa vez por 3 a 2, com o placar agregado de 5 a 3 os colorados saíram campeões.

### 2011: Terceiro título Santista

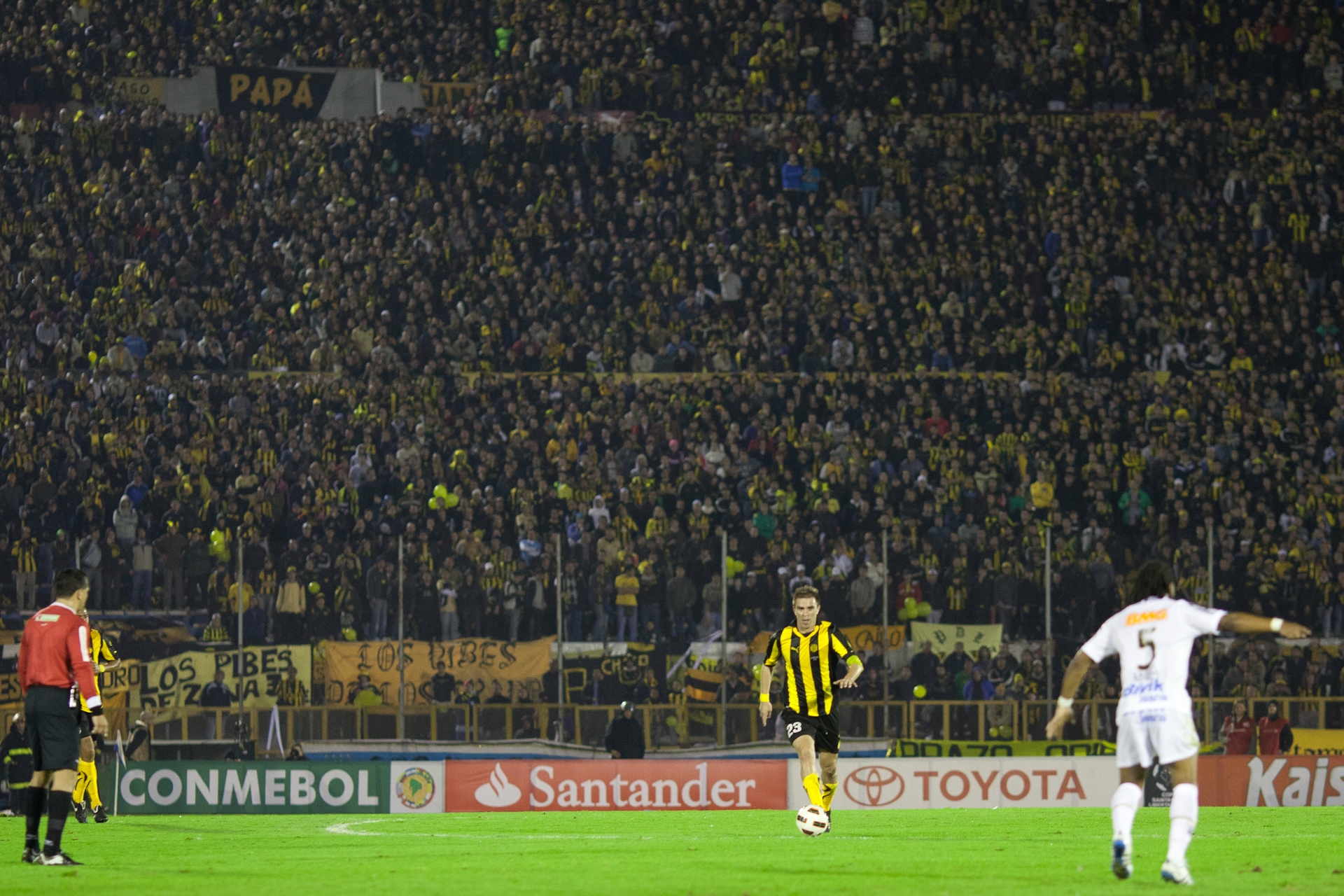
Primeira partida da final entre Peñarol vs. Santos, na Libertadores de 2011.

Sob comando do técnico Muricy Ramalho, o Santos Futebol Clube, tornou-se o segundo clube brasileiro a ser tricampeão da Copa Libertadores. Entrou na segunda fase da competição no Grupo 5, com jogos difíceis nessa estapa conseguiu o segundo lugar do grupo, ficando atrás do Cerro Porteño. Foi avançando nas eliminatórias em partidas acirradas, batendo no caminho América do México, Once Caldas e Cerro Porteño.
O Santos chegou sua quarta final de Copa Libertadores, e pela segunda vez decidiu uma final contra o Peñarol, a outra foi na edição de 1962, e assim como da primeira vez, o Santos conseguiu sair campeão do torneio.
Foram disputados dois jogos, o primeiro realizou-se no Estádio Centenário, em Montevidéu, e o placar foi 0 a 0. O segundo jogo foi no Estádio do Pacaembu, em São Paulo, pela primeira vez um grande time paulista disputou a final da Libertadores no principal estádio do estado, e o Santos venceu o Peñarol por 2 a 1, em uma partida difícil, com os gols de Danilo e Neymar, o zagueiro Durval ainda marcou um gol contra, mesmo assim a equipe santista saiu campeã.
Aos 19 anos, Neymar foi o grande nome da competição, a jovem promessa do Santos venceu o prêmio de melhor jogador da competição, e seria vendido posteriormente ao Barcelona por 88,4 milhões de euros.

### 2012: Primeiro título Corinthiano

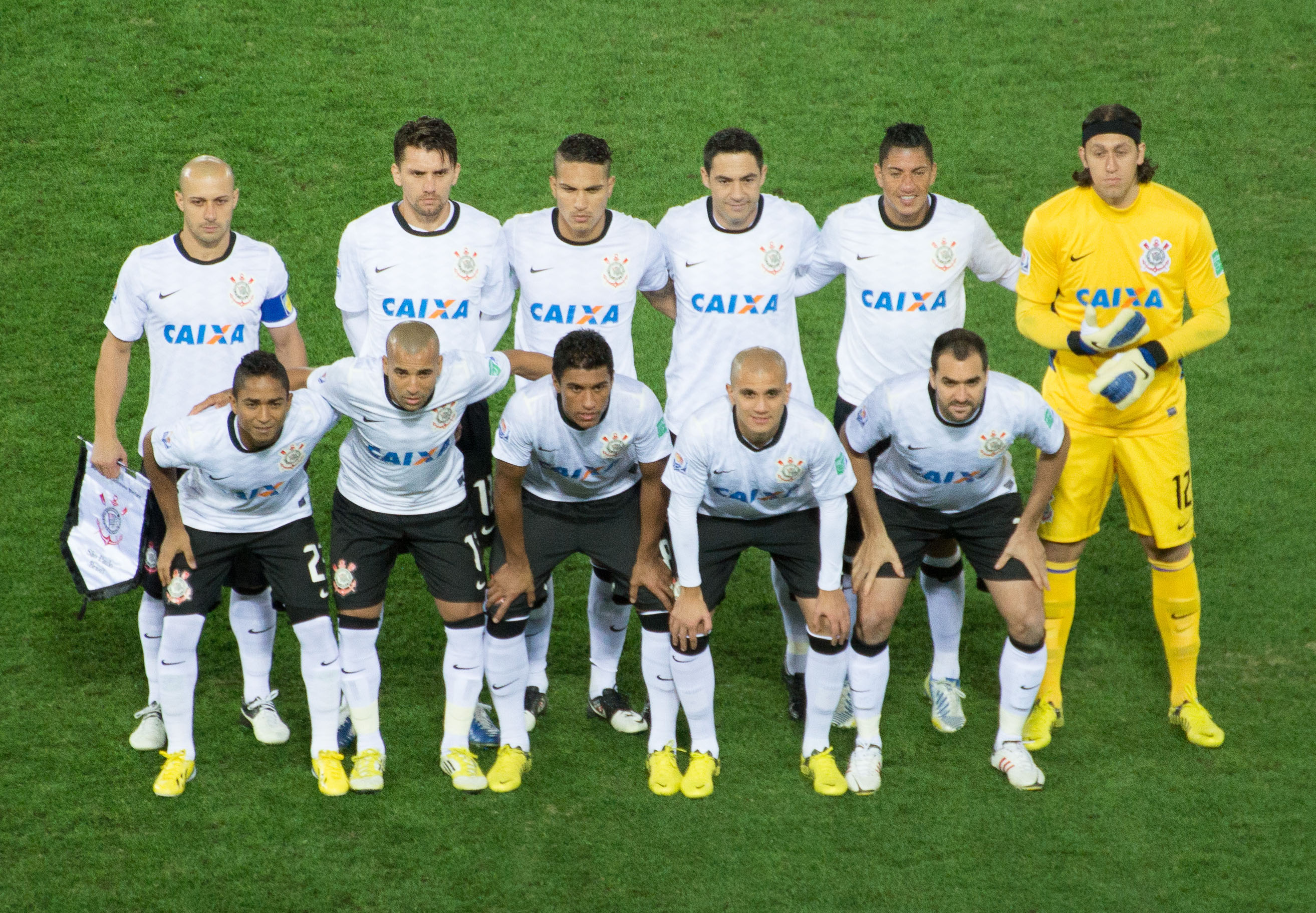
Elenco do Corinthians, no Mundial de Clubes, após vencer a Libertadores de 2012.

Sob comando do técnico Tite, o Sport Club Corinthians Paulista, vencedor do Campeonato Brasileiro de 2011, garantiu-se na fase de grupos da Libertadores da América, estando no grupo de Cruz Azul (empatou sem gols na ida e venceu por 1 a 0 na volta), Nacional (venceu por 3 a 1 na ida e por 2 a 0 na volta) e o Deportivo Táchira (empatou por 1 a 1 na ida e venceu por 6 a 0 na volta) e ficou em 1º lugar com 14 pontos.
No mata-mata, o Timão enfrentou o Emelec, e logo empatou na ida sem gols e venceu por 3 a 0, avançando para as quartas de final. Depois, teve que enfrentar o Vasco da Gama (que venceu o Lanús nos pênaltis por 5 a 4), e na ida empatou sem gols, porém na volta Paulinho marcou e garantiu a classificação do alvinegro paulista para as semifinais. Logo, teve pela frente o rival Santos (que havia sido campeão da Libertadores de 2011 e havia batido o Vélez Sarsfield nos pênaltis por 4 a 2). Na Vila Belmiro, o Corinthians venceu com gol de Emerson Sheik aos 28 minutos do primeiro tempo, e assegurou a vantagem no jogo de volta por 1 a 1, eliminando o rival e avançando para as finais.
Nas finais da competição, o Timão encarou o Boca Juniors (que havia vencido o Universidad de Chile por 2 a 0), porém empatou na ida no sufoco por 1 a 1 na La Bombonera (com gol de Roncaglia para os argentinos; gol de Romarinho para os paulistas), mas reagiu na volta vencendo o clube argentino por 2 a 0 (gols de Emerson), onde o Corinthians sagrou-se campeão da Libertadores pela primeira vez.

### 2013: Primeiro título Atleticano

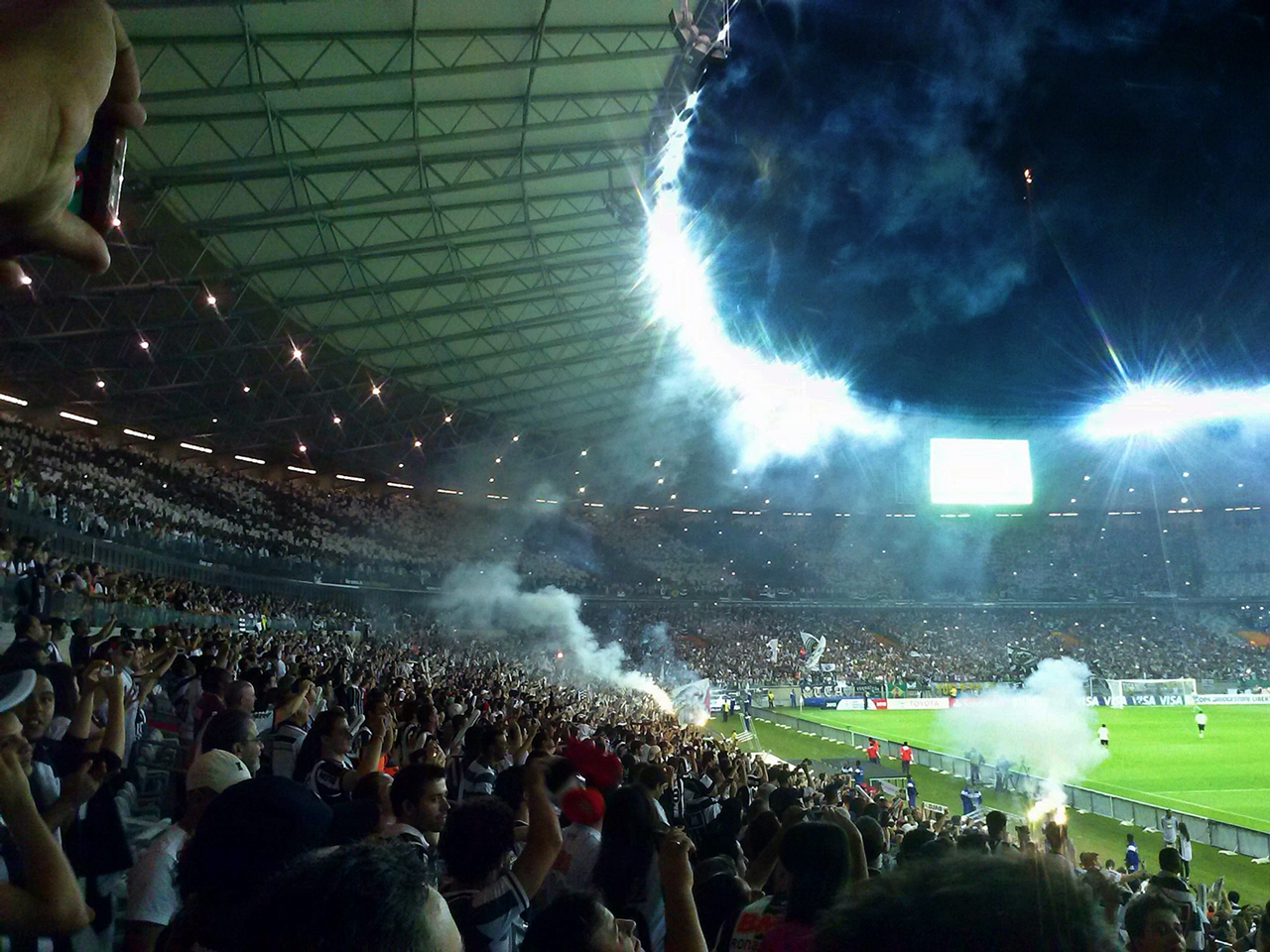
Festa da torcida do Atlético Mineiro, durante a entrega da taça da Libertadores de 2013.

Apesar de ter sido vice-campeão do Campeonato Brasileiro de 2012, o Clube Atlético Mineiro garantiu sua vaga na Copa Libertadores e entrou para o grupo de São Paulo (perdendo por 2 a 0 na ida e vencendo 2 a 1 na volta), Arsenal de Sarandí (vencendo por 5 a 2 na ida e na volta) e o The Strongest (vencendo por 2 a 1 na ida e na volta), ficando em 1º lugar isolado com 15 pontos. Na disputa do mata-mata, o Galo enfrentou o São Paulo, o mesmo que estava em seu grupo, e venceu o tricolor paulista por 2 a 1 no Estádio do Morumbi, e ampliou a vantagem logo no jogo de volta por 4 a 1, eliminando o clube paulista. Nas quartas de final, o alvinegro mineiro enfrentou o Tijuana, onde teve dificuldade. No jogo de ida, o Atlético empatou com o time mexicano por 2 a 2, com empate logo no fim, e o Ronaldinho Gaúcho jogou com um olho só após levar uma bolada no rosto, porém continuou jogando. Na volta, o Galo empatou novamente, dessa vez por 1 a 1, e logo avançou devido aos gols fora de casa.
Nas semifinais, o Atlético Mineiro enfrentou o Newell's Old Boys (que eliminou o Boca Juniors nos pênaltis por 10 a 9), e teve também dificuldade. O time perdeu fora de casa por 2 a 0, mas empatou no placar agregado também por 2 a 0 no jogo de volta, levando a decisão aos pênaltis. Com um milagre, o Galo venceu a disputa por 3 a 2 com a defesa do goleiro Victor Bagy sobre Maxi Rodríguez, garantindo a vaga pra a final. O adversário do Atlético na final era o Olimpia (que havia batido o Santa Fe por 2 a 1 no placar agregado), aconteceu novamente o sufoco. Na ida, o Olimpia bateu o Galo por 2 a 0 (gols de Alejandro Silva e Wilson Pittoni), mas o Atlético venceu também por 2 a 0 no Mineirão, levando o jogo às penalidades. Lá, o goleiro Victor brilhou e o Giménez mandou a bola na trave, ficando 4 a 3 para o Galo, sagrando-se campeão da América.

### 2017: Terceiro título Gremista
O Grêmio Foot-Ball Porto Alegrense se classificou para a Copa Libertadores depois de ganhar a Copa do Brasil de 2016. Na edição de 2017, o clube ficou na primeira colocação do grupo 8, onde disputou juntamente com Deportes Iquique, Guaraní e Zamora, onde conquistou quatro vitórias, um empate e uma derrota, com quinze gols marcados e seis gols sofridos, acumulando um saldo de nove gols. Na fase final, após sorteio, enfrentou o Godoy Cruz nas oitavas de final, vencendo no jogo de ida por 1 a 0 e no jogo de volta por 2 a 1, classificando-se para as quartas de final com um placar agregado de 3 a 1. Nas quartas de final, em confronto brasileiro, enfrentou o Botafogo, onde no jogo de ida empatou pelo placar de 0 a 0 e venceu o jogo da volta por 1 a 0, classificando-se para as semifinais. Jogou com o Barcelona de Guayaquil pela semifinal, onde venceu o jogo de ida pelo placar de 3 a 0, mas perdeu o jogo de volta por 0 a 1, mesmo assim classificou-se para a final com um placar agregado de 3 a 1.
O primeiro jogo, na Arena do Grêmio em Porto Alegre, foi disputado no dia 22 de novembro, onde a equipe do Grêmio saiu vitoriosa pelo placar de 1 a 0, com gol de Cícero aos 82 minutos. O primeiro jogo foi marcado por reclamações da equipe brasileira sobre a atuação da arbitragem, principalmente na aplicação de cartão amarelo ao jogador Kannemann aos 40 minutos, o que impediu o jogador de disputar o segundo jogo, e no momento que o jogador Jael foi empurrado na grande área aos 90+5 minutos, lance que não foi visto nem pelo árbitro de vídeo, instalado na partida.
Na segunda partida, disputada no Estádio Ciudad de Lanús em Lanús, no dia 29 de novembro, a equipe do Grêmio venceu novamente, desta vez pelo placar de 2 a 1, com gols de Fernandinho, aos 27 minutos, e Luan, aos 41 minutos, para o Grêmio, e Sand, de pênalti aos 71 minutos, para o Lanús. Com o placar agregado de 3 a 1, a equipe do Grêmio sagrou-se campeã da Copa Libertadores da América de 2017, vencendo pela terceira vez esta competição.
Com o título, o Grêmio igualou as equipes do Santos e São Paulo como maiores vencedores da competição no Brasil, com três títulos cada. O Grêmio também equiparou o feito do Santos em 1963, ao serem os únicos clubes brasileiros a vencer uma edição da competição em território argentino. O treinador gremista Renato Portaluppi também consagrou-se como o único brasileiro a vencer a competição como jogador e como treinador, após vencer em 1983, quando era atacante da equipe do Grêmio.

### 2019: Segundo título Rubro-Negro
Em 2017, a Conmebol propôs que a final da Copa Libertadores fosse disputada em uma partida única, ao invés dos dois jogos na casa de cada um dos finalistas. Em 23 de fevereiro de 2018, a confederação confirmou, que a partir da edição de 2019, a final seria disputada em jogo único em um local previamente escolhido. Ficou definido que a final seria no Estádio Nacional, em Santiago, porém, devido aos protestos que ocorreram no Chile, a confederação em comum acordo com as equipes finalistas decidiram mudar o palco da final para o Estádio Monumental, em Lima.
Pela primeira vez na história, foi disputada em jogo único, com Flamengo e River Plate chegando até a decisão. Artistas sul-americanos foram convidados para um show de abertura da final, entre eles estavam Anitta, Sebastián Yatra e TINI.

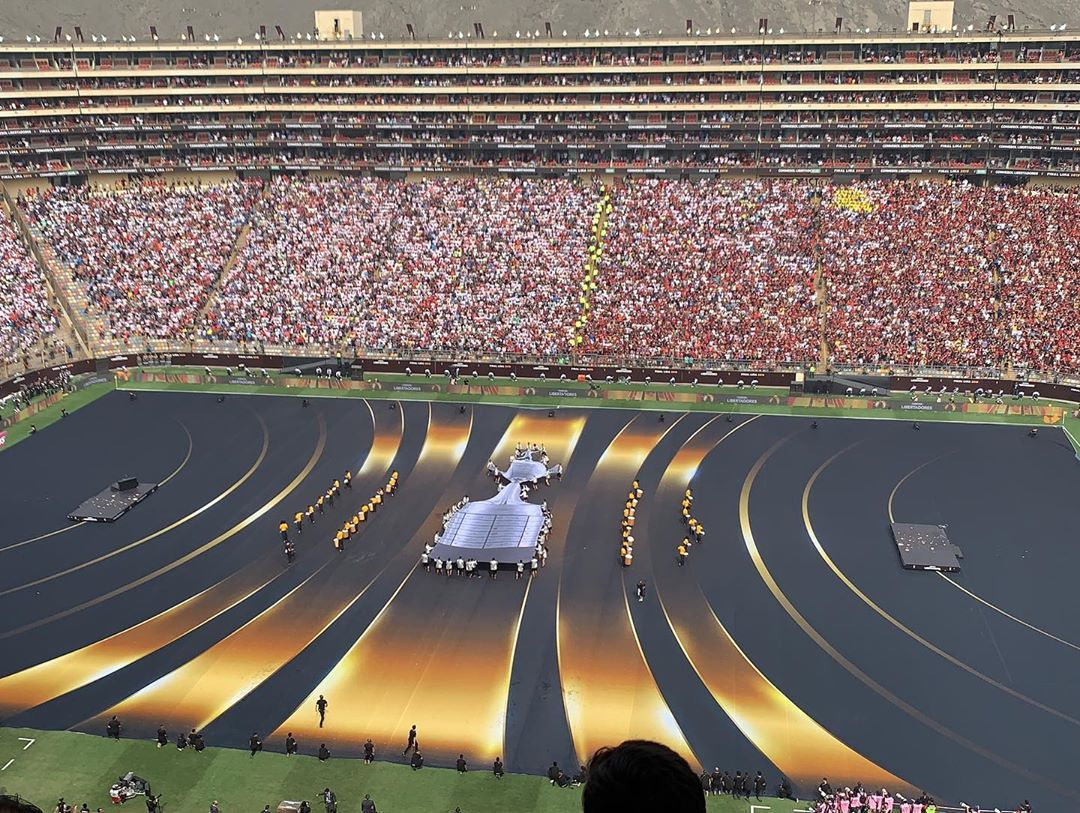
Cerimônia de abertura da final da Copa Libertadores de 2019 em Lima.

O River Plate conquistou uma vantagem inicial, quando o colombiano Rafael Borré marcou aos 14 minutos, após um cruzamento de Ignacio Fernández. A equipe argentina teve inúmeras chances de marcar um segundo gol ainda no primeiro tempo: Borré perdeu uma oportunidade por centímetros, Nicolás De La Cruz perdeu uma boa chance aos 21 minutos, e Exequiel Palacios teve dois chutes de longa distância que quase entraram. Completamente dominado pelas ações defensivas do River Plate, a equipe carioca só conseguiu dar um chute a gol no primeiro tempo. Assim, ao final dos primeiros 45 minutos, o placar permaneceu 1 a 0 para os argentinos.
O segundo tempo continuou com domínio do River Plate. No entanto, o Flamengo começou a se afirmar no contra-ataque, com Gabriel Barbosa e Éverton Ribeiro quase marcando enquanto Borré saiu lesionado. A partida começou a mudar de figura após a entrada de Diego Ribas, que substituiu Gerson aos 66 minutos. Diego passou a ser a melhor opção para o Flamengo atacar. Todos os ataques passavam por ele, que escolhia entre voltar para a defesa, ou acelerar o jogo. O Flamengo foi assim, aos poucos, ganhando terreno. O placar, porém, permaneceu inalterado até os 43 minutos do segundo tempo, quando Diego e Giorgian De Arrascaeta interceptaram um passe de Lucas Pratto, com o uruguaio iniciado um contra-ataque, que passou ainda por Bruno Henrique, que devolveu a Arrascaeta já dentro da área chutar cruzado para Gabriel empatar o placar.
Três minutos depois, Diego fez um lançamento em profundidade para Gabriel, que disputou a bola com os dois zagueiros do River Plate, que bateram cabeça, e a bola sobrou a feição para o atacante colocar a equipe carioca em vantagem no placar.
Dois minutos após o gol, Palacios chutou Bruno Henrique e recebeu um cartão vermelho. Ainda no minuto 95, Gabriel fez gestos obscenos para a torcida e para o banco adversário, e também foi expulso. A partida terminou pouco depois, com o 2 a 1, o Flamengo sagrou-se campeão numa virada em três minutos para conquistar seu segundo título da Copa Libertadores.
Pela forma dramática como o Flamengo conseguiu chegar a vitória, este jogo foi chamado por alguns jornalistas e veículos da imprensa como "milagre" e "milagre de Jesus", em alusão ao sobrenome do técnico português Jorge Jesus, o técnico tornou-se o segundo técnico europeu campeão da competição, sendo o primeiro português.

### 2020: Segundo título Palmeirense
Por conta da pandemia de coronavírus, a Copa Libertadores de 2020, foi suspensa após a conclusão da segunda rodada da fase de grupos, inicialmente até 21 de março e posteriormente estendida até 5 de maio. Em 17 de abril, a Conmebol anunciou a suspensão da competição por tempo indefinido. Em 10 de julho, a confederação anunciou o novo calendário para o restante da competição.
Pela segunda vez na sua história foi disputada em jogo único, no dia 30 de janeiro de 2021, no Maracanã, no Rio de Janeiro. A partida foi a primeira final brasileira entre equipes do mesmo estado, Palmeiras e Santos, ambos de São Paulo. Em 22 de janeiro, o governador do Rio de Janeiro, decretou que seria permitido no Maracanã 10% de sua capacidade (por volta de 7.800 lugares) liberada para convidados credenciados e estafes dos clubes, dos patrocinadores, e da Conmebol para assistir à partida. Não houve venda de ingressos ao público, apenas convidados. Devido à pandemia de COVID-19 no Brasil, todos deveriam apresentar um exame PCR negativo para a doença, datado de no máximo cinco dias antes do jogo.

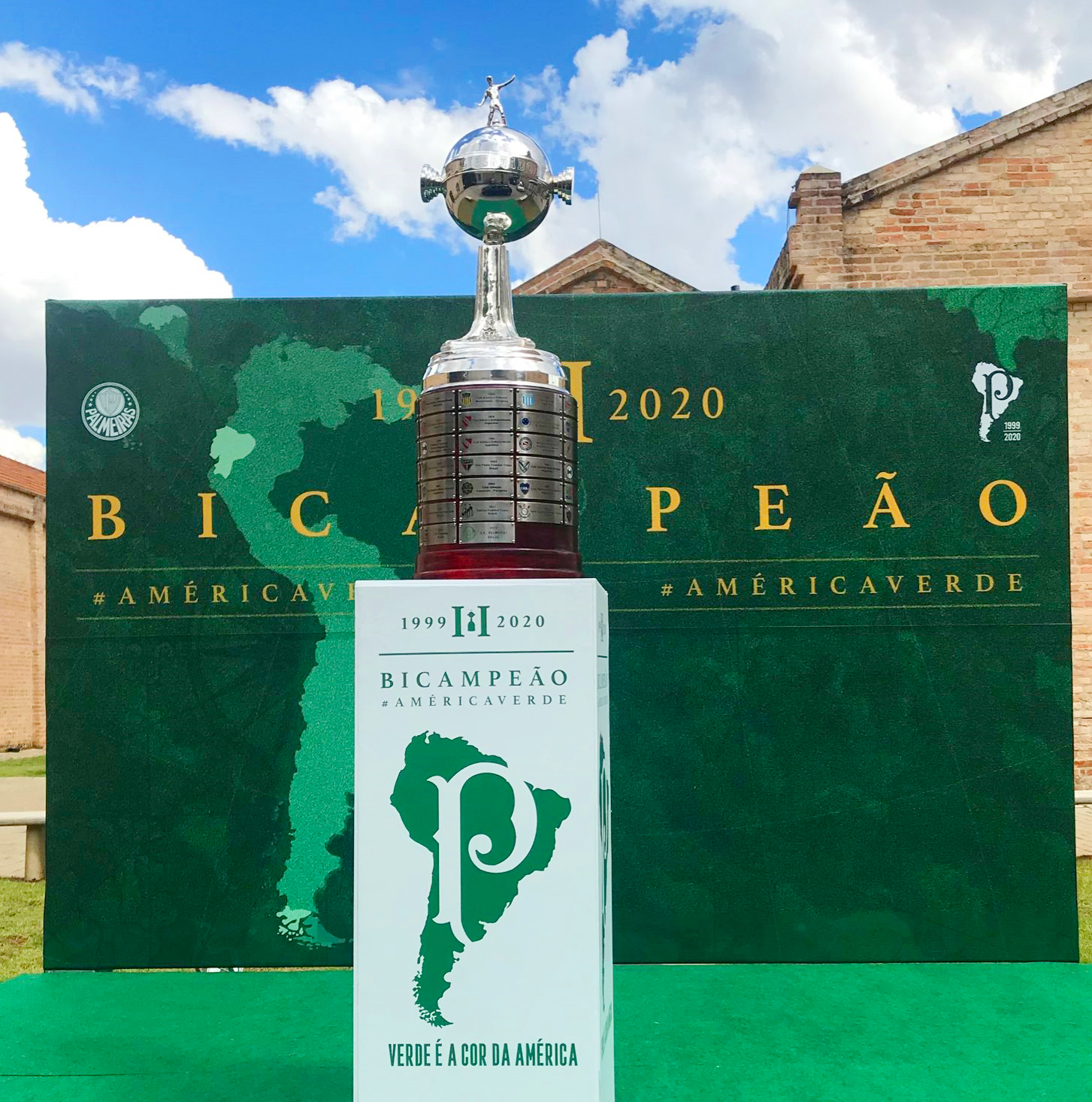
Troféu da Copa Libertadores da América 2020, vencida pelo Palmeiras, em exibição em São Paulo.

As duas equipes iniciaram a partida no Maracanã num ritmo lento e se estudando. Debaixo de um sol forte na capital carioca, as equipe preferiram não se desgastar. O Santos inibiu as ações ofensivas dos meio-campistas palmeirenses Zé Rafael e Raphael Veiga, o que fez o time palestrino requerer a Rony para desenvolver a maior parte das jogadas. Com isso, a primeira etapa foi marcada por poucas chances criadas e muitas faltas marcadas. As equipes não conseguiram finalizar no primeiro tempo.
A segunda etapa iniciou com o clima mais ameno, e a partida tomou ares melhores, porém o placar não mudou até os minutos finais, apesar de tentativas das duas equipes durante a segunda etapa, o árbitro Patricio Loustau deu oito minutos de acréscimo.
Aos 49 minutos, o técnico Cuca protagonizou uma confusão com o lateral-direito palmeirense Marcos Rocha. O técnico pegou a bola que estava saindo pela lateral, o jogador chegou para reiniciar o jogo rapidamente, e houve uma altercação entre os dois. O árbitro argentino prontamente expulsou o técnico santista, e amarelou o lateral palmeirense. O jogo ficou parado por alguns minutos devido confusão generalizada, e com a expulsão, Cuca foi para as arquibancadas do estádio.
Quando o jogo tomava ares de que iria para a prorrogação, aos 53 minutos (98 minutos totais de partida), o Palmeiras iniciou uma jogada no meio-de-campo, com o volante Danilo invertendo a bola para o atacante Rony na direita. O ponta cruzou na segunda trave para o atacante Breno Lopes, que se projetou por trás do lateral-direito santista Pará e cabeceou no canto superior oposto do goleiro John, abrindo o placar para a equipe alviverde.
O Santos foi inteiramente ao ataque mas a defesa palestrina foi precisa e o Palmeiras manteve a bola longe da sua área durante os últimos minutos. Após chute alto do lateral-esquerdo palmeirense Matías Viña no meio de campo para afastar a bola do campo de defesa, o árbitro encerrou o jogo aos 59 minutos. A Sociedade Esportiva Palmeiras saiu campeão da Copa Libertadores de 2020, ao vencer por 1 a 0, o Alviverde conquistou o torneio pela segunda vez na história, 21 anos após a conquista de 1999.

### 2021: Bicampeonato Alviverde
Em 13 de maio de 2021, o conselho da Conmebol de maneira virtual definiu a cidade de Montevidéu, no Uruguai, como sede das finais da Libertadores e da Copa Sul-Americana. Com isso, o Estádio Centenario passou por um processo de modernização pela confederação e contou com a presença de público, já que a maioria da população do Brasil e do Uruguai estava vacinada contra a COVID-19.
Assim como na decisão da temporada anterior, a partida foi protagonizada por um clássico entre duas equipes brasileiras, que também eram os dois últimos campeões da América, Flamengo (2019) e Palmeiras (2020). Os dois finalistas passaram para o mata-mata como líderes de seus grupos: os paulistas, com quinze pontos, e os cariocas, com doze. Nas fases eliminatórias, o Palmeiras enfrentou e venceu Universidad Católica, do Chile, São Paulo e Atlético Mineiro; já o Flamengo passou por Defensa y Justicia, Olimpia, e Barcelona de Guayaquil.

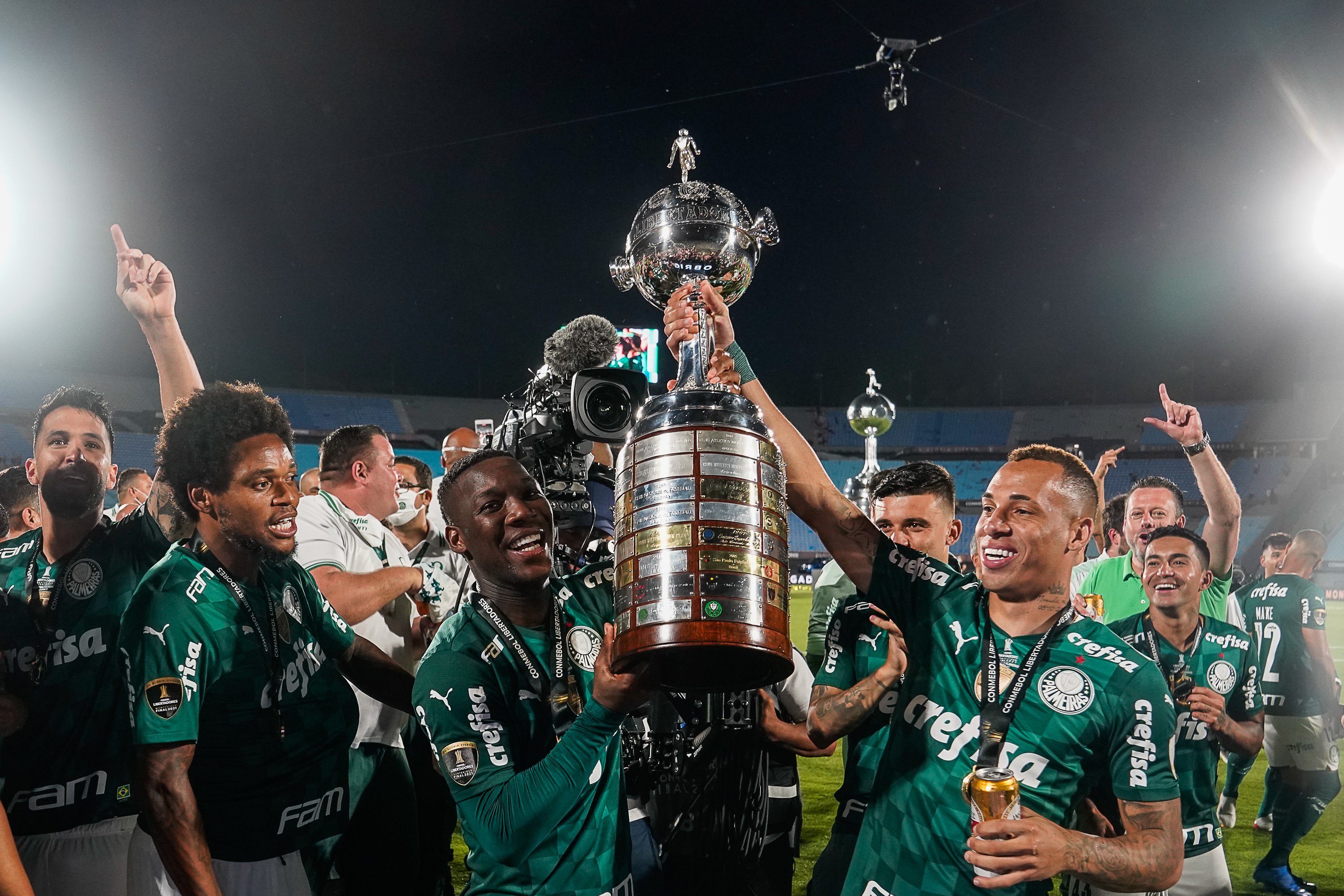
Patrick de Paula do Palmeiras levanta a taça em Montevidéu.

Em 25 de outubro, o governo do Uruguai anunciou que, em acordo com o Ministério de Saúde do país, decidiu ampliar a presença de público para a final, que estava prevista inicialmente em 50%, para 75%. Devido à pandemia de COVID-19 no Uruguai, as autoridades do país informaram que seria obrigatória a apresentação de comprovante de vacinação completa contra o vírus, além de um intervalo de no mínimo catorze dias após a segunda dose e de um exame tipo PCR negativo com um intervalo de no máximo 72 horas, o uso de máscaras e o distanciamento social também foram uma regra imposta pelas autoridades. Nem os clubes e nem a Conmebol divulgaram o exato número de ingressos que foram postos à venda, mas, de acordo com o portal GE, as estimativas eram de treze mil para cada clube.
O Palmeiras fez o primeiro gol da partida aos 5 minutos do primeiro tempo, quando o zagueiro Gustavo Gómez lançou bola aérea em direção ao ala Mayke, que disparou pelo lado direito e tocou para o meio, onde o meio-campista Raphael Veiga veio em velocidade e tocou de pé esquerdo, por baixo do goleiro rubro negro Diego Alves, abrindo o placar para a equipe palestrina.
Com 27 minutos do segundo tempo, o Flamengo chegou ao empate. Em jogada iniciada pela esquerda, Gabriel tabelou com Arrascaeta, superou a cobertura de Mayke, invadiu a área e chutou forte, rasteiro, entre a trave direita do gol palmeirense e o goleiro Weverton. O tempo regular seguiu sem gols, e a partida terminou empatada em 1 a 1, levando a decisão para a prorrogação.
No intervalo entra Deyverson no lugar de Raphael Veiga, no lado do Palmeiras, e Kenedy no lugar de Bruno Henrique, no lado do Flamengo. Logo aos quatro minutos, o Flamengo trocava passes no campo de defesa quando o meia Andreas Pereira, ao tentar dar um passe, acabou chutando o chão com o pé direito e perdendo o equilíbrio; Deyverson roubou a bola, avançou sozinho até a área, e, na saída de Diego Alves, chutou para o gol; o arqueiro chegou a desviar a bola levemente com o pé esquerdo, mas ela foi parar nas redes, colocando o time alviverde novamente em vantagem na partida.
O Flamengo passou a rondar área palmeirense e arriscando lançamentos longos para a área palmeirense e chutes de fora, mas sem sucesso. O jogo ia chegando ao seu final; o árbitro Néstor Pitana deu três minutos de acréscimo. Aos dezoito, no último lance de perigo da partida, o Flamengo teve escanteio pela direita; o lateral Matheuzinho alçou na área, e a zaga palmeirense afastou. Quando o lateral-esquerdo Renê deu lançamento do campo de defesa flamenguista tentando recolocar a bola na área palmeirense, o árbitro argentino encerrou a partida aos dezoito minutos, e a Sociedade Esportiva Palmeiras venceu seu terceiro título da Libertadores, ao vencer o Flamengo por 2 a 1.

### 2022: Terceiro título Flamenguista
Em 13 de maio de 2021, o conselho da Conmebol definiu, de maneira virtual, o Estádio Monumental, em Guaiaquil, como sede da final.
Sorteado como cabeça de chave do grupo H, o Clube de Regatas do Flamengo teve como adversários: Talleres, Universidad Católica e Sporting Cristal. O time classificou-se em primeiro lugar do grupo, com 16 pontos. Na fase de mata-mata a equipe rubro negra eliminou Deportes Tolima, Corinthians e Vélez Sarsfield, até chegar a final da competição, contra o Athletico Paranaense.
O técnico Dorival Júnior colocou em campo o chamado "time das Copas" do Flamengo, a equipe teve dificuldades no início do jogo para achar espaços no campo de ataque. Ainda cedo, Filipe Luís sentiu e Ayrton Lucas entrou na vaga, pelo setor, o Flamengo conseguiu ter avanços, e com a expulsão do zagueiro Pedro Henrique o jogo mudou. Pouco depois, após tabela pela direita, Everton Ribeiro achou Gabriel nas costas da defesa e o atacante abriu o placar aos 45+4 minutos. No segundo tempo, o time soube controlar as emoções e ditou o ritmo, conseguindo criar boas chances, e sofrendo poucos sustos.
No jogo final, o time carioca venceu o Athletico Paranaense pelo placar de 1 a 0, com o gol marcado por Gabriel Barbosa, que também foi eleito o melhor jogador em campo na partida.
O Flamengo chegou a final de forma invicta, com o melhor aproveitamento no formato atual. Sendo a terceira conquista da Libertadores, depois de ter vencido em 1981 e 2019, juntando-se ao Santos, ao São Paulo, ao Grêmio e ao Palmeiras como os maiores campeões brasileiros da competição.

### 2023:  O Fluminense alcança a Glória Eterna

Cartaz de divulgação da grande final da Copa Libertadores da América de 2023.

Em 8 de março, a CONMEBOL anunciou que a partida final da competição seria disputada no estádio do Maracanã, no Rio de Janeiro. Inicialmente marcada para ocorrer em 11 de novembro, foi antecipada em uma semana, passando para 4 de novembro.

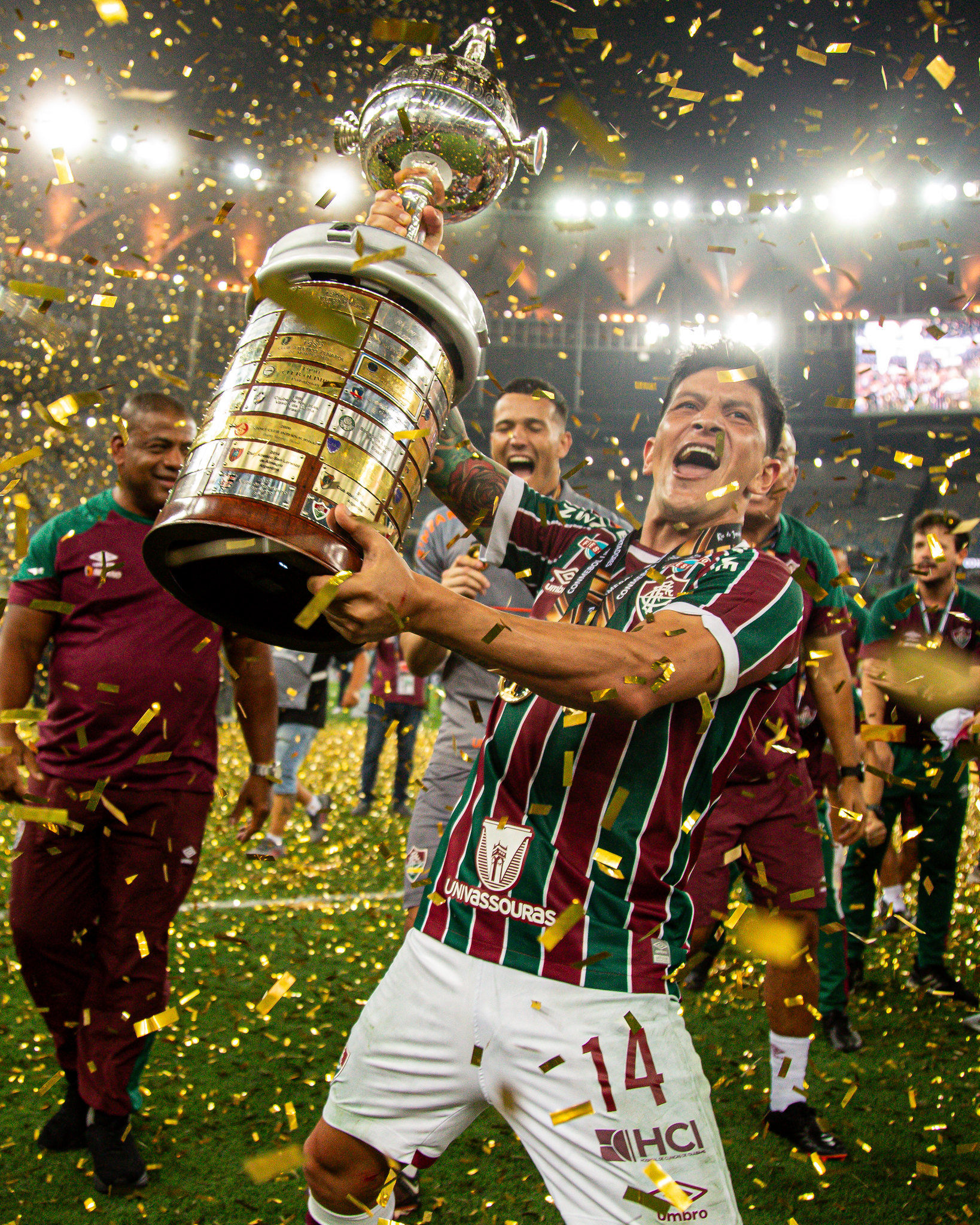
Germán Cano, artilheiro da Copa Libertadores de 2023 e autor do primeiro gol tricolor da decisão, ergue o troféu mais cobiçado do continente.

Sorteado no pote 2, o Fluminense Football Club caiu no grupo D, e teve como adversários: River Plate, The Strongest  e Sporting Cristal. O time classificou-se em primeiro lugar do grupo, com 10 pontos, nesta fase a partida de mais destaque da competição foi entre Fluminense e River Plate, no Maracanã, a equipe carioca aplicou uma goleada histórica de 5 a 1 contra El Millonario. Na fase de mata-mata a equipe tricolor eliminou: o Argentinos Juniors, empatando em Buenos Aires por 1 a 1, numa difícil partida, em que o lateral-esquerdo Marcelo foi expulso no início do segundo tempo, quando o Flu perdia por 1 a 0, aos 31' o goleiro adversário também é expulso, e Samuel Xavier faz o gol de empate aos 42' do segundo tempo, no jogo do Maracanã o Flu se impõe e com gols de Samuel Xavier e John Kennedy, ganha por 2 a 0; o Olimpia, vencendo no Maracanã por 2 a 0, e no Defensores del Chaco por 3 a 1, com Germán Cano marcando três gols contra o time paraguaio; e o Internacional, empatando num duro jogo no Maracanã por 2 a 2, em que Samuel Xavier foi expulso e Cano marcou dois gols, e vencendo no Beira-Rio por 2 a 1, com gol de Mercado aos 10 minutos para o Inter, e a virada feita com os gols de John Kennedy, aos 36', e Cano, aos 42', ambos no segundo tempo.
Na decisão, o tricolor carioca enfrentou o Boca Juniors, marcando o sétimo confronto entre os dois clubes na competição. No primeiro tempo da final, houve um domínio do Fluminense desde o início, culminando em várias oportunidades de marcar o primeiro gol. A primeira chance veio aos 13 minutos, quando Marcelo cobrou falta na área, e Cano cabeceou, mas o goleiro defendeu. A pressão do Fluminense resultou em um gol aos 35 minutos, em um chute de primeira de Cano após receber uma assistência de Keno.
Após ficar em desvantagem, o Boca procurou reverter a situação no segundo tempo, demonstrando um maior controle na posse de bola. O lateral-direito Advíncula restabeleceu a igualdade no marcador ao efetuar um belo chute de pé esquerdo aos 26 minutos da partida. Após isso, ambos os times tiveram chances de garantir a vitória no tempo regular, com Diogo Barbosa tendo a oportunidade mais clara para o Fluminense no último lance do jogo .
Já na prorrogação, onde as chances de gol foram escassas, o Fluminense garantiu a vitória quando Diogo Barbosa fez um passe preciso para Keno, que deu uma assistência de cabeça para John Kennedy marcar o segundo gol do Flu aos oito minutos do primeiro tempo extra . Nos minutos finais, a equipe da Laranjeiras concentrou seus esforços na defesa e conseguiu manter a vantagem de 2 a 1 até o apito final, conquistando assim seu primeiro título na competição ao superar o tradicional Boca Juniors.

### 2024: Tempo do Botafogo

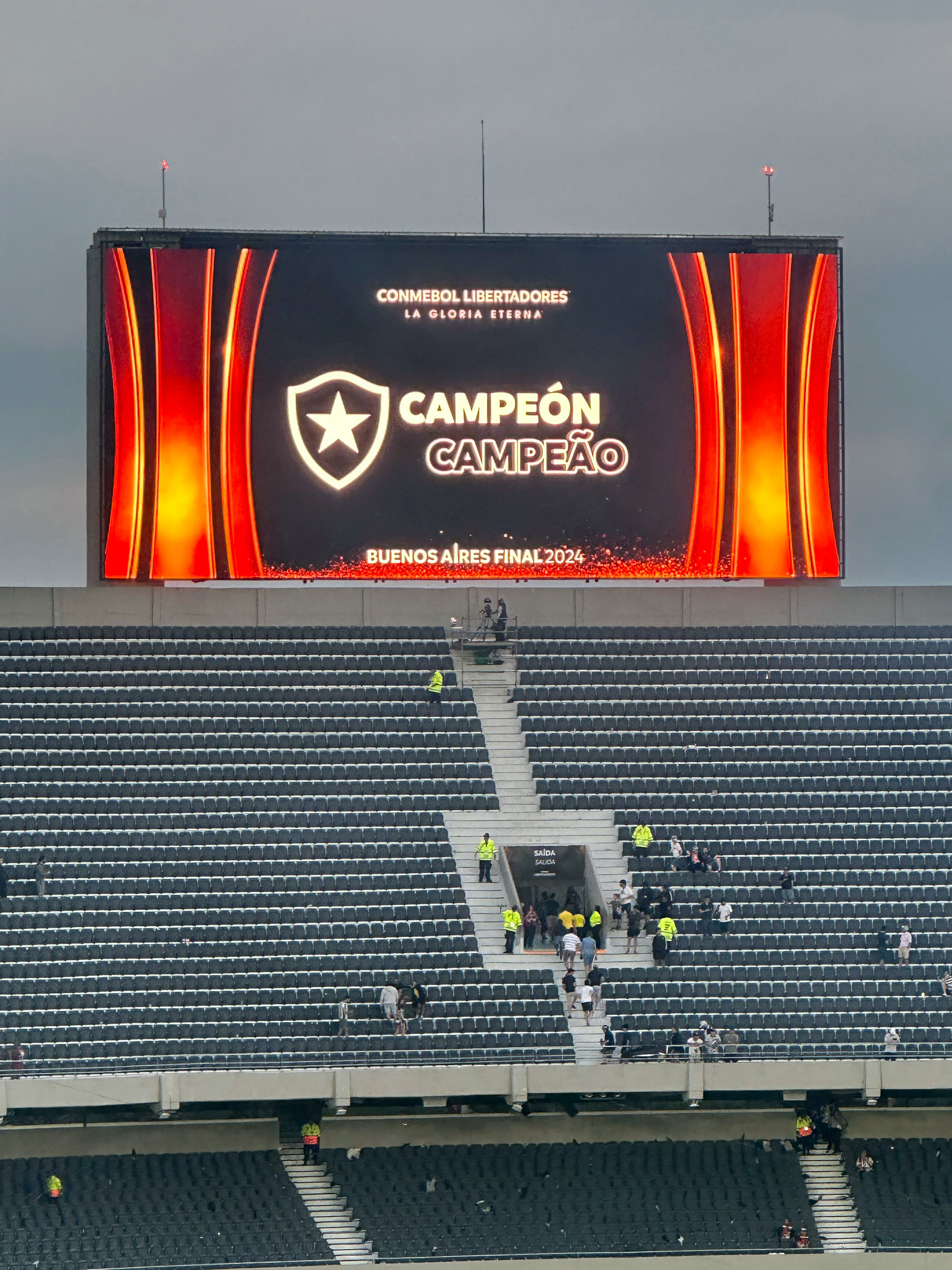
Telão no Estádio Mâs Monumental, em Buenos Aires exalta o título do Botafogo, campeão da edição de 2024

O Botafogo alcançou a glória máxima ao conquistar sua primeira Copa Libertadores em 30 de novembro de 2024, vencendo o Atlético Mineiro por 3 a 1 no Monumental de Buenos Aires. Essa conquista inesquecível coroou uma campanha repleta de desafios, desde a fase preliminar até a grande final, marcando um momento histórico nos 120 anos do clube.
A trajetória começou na fase preliminar, onde o Botafogo eliminou o Águilas Doradas da Colômbia nos pênaltis e, em seguida, superou o Red Bull Bragantino com um agregado apertado. Na fase de grupos, enfrentou Junior Barranquilla (Colômbia), Liga de Quito (Equador) e Universitario (Peru), avançando como segundo colocado com 10 pontos. Nos mata-matas, eliminou rivais brasileiros: Palmeiras nas oitavas, São Paulo nos pênaltis nas quartas e Peñarol do Uruguai nas semifinais, destacando a histórica goleada por 5 a 0 no jogo de ida.
Na grande final, o Botafogo enfrentou adversidades logo no início, com a expulsão de Gregore no primeiro minuto. Mesmo assim, a equipe comandada por Artur Jorge demonstrou resiliência impressionante. Luiz Henrique abriu o placar e Alex Telles ampliou antes do intervalo. Apesar do gol de Eduardo Vargas para o Atlético Mineiro no segundo tempo, Júnior Santos marcou nos minutos finais, fechando o placar em 3 a 1 e garantindo o título inédito.

## Histórico de desempenho
Abaixo está a lista com todas as classificações de todos clubes brasileiros que disputaram a Taça Libertadores da América ao longo de sua história, e a fase a qual terminaram a competição.
Os dados abaixo não incluem o Campeonato Sul-Americano de Campeões. A CONMEBOL, nas estatísticas presentes em seu sítio, não unificou o Campeonato Sul-Americano de Campeões de 1948 às estatísticas da Copa Libertadores. Cabe observar, entretanto, que a CONMEBOL cita a competição de 1948, em seu sítio, como a antecedente concreta que se tornou a Copa Libertadores, e como título de campeão sul-americano de clubes ao seu campeão, Vasco da Gama. Ao menos nos anos 1996 e 1997, a CONMEBOL equiparou o dito campeonato à Copa Libertadores, uma vez que, com base neste título, o Comitê Executivo da CONMEBOL, em 29 de abril de 1996, autorizou o Vasco da Gama a participar da edição de 1997 da Supercopa Libertadores, competição aberta apenas aos campeões da Copa Libertadores, e que não era aberta à participação de campeões de outras competições da CONMEBOL, como a Copa CONMEBOL.
| Clube | Títulos               | Vice Campeonatos      | Semifinais (1)                    | Quartas de Finais (2)             | Oitavas de Finais (3)                               | Fase de Grupos (4)                | Fase Preliminar (5)   | Total de Aparições (6)* |
| --- | --------------------- | --------------------- | --------------------------------- | --------------------------------- | --------------------------------------------------- | --------------------------------- | --------------------- | ----------------------- |
| Palmeiras | 3 (1999, 2020 e 2021) | 3 (1961, 1968 e 2000) | 5 (1971, 2001, 2018, 2022 e 2023) | 3 (1995, 2009 e 2019)             | 6 (1994, 2005, 2006, 2013, 2017 e 2024)             | 4 (1973, 1974, 1979 e 2016)       | ---                   | 25*                     |
| São Paulo | 3 (1992, 1993 e 2005) | 3 (1974, 1994 e 2006) | 4 (1972, 2004, 2010 e 2016)       | 4 (2008, 2009, 2021 e 2024)       | 3 (2007, 2013 e 2015)                               | 4 (1978, 1982,1987 e 2020)        | 1 (2019)              | 23*                     |
| Grêmio | 3 (1983, 1995 e 2017) | 2 (1984 e 2007)       | 5 (1996, 2002, 2009, 2018 e 2019) | 4 (1997, 1998, 2003 e 2020)       | 5 (2011, 2013, 2014, 2016 e 2024)                   | 2 (1982 e 1990)                   | 1 (2021)              | 22                      |
| Santos | 3 (1962, 1963 e 2011) | 2 (2003 e 2020)       | 4 (1964, 1965, 2007 e 2012)       | 4 (2004, 2005, 2008 e 2017)       | 1 (2018)                                            | 2 (1984 e 2021)                   | ---                   | 16                      |
| Flamengo | 3 (1981, 2019 e 2022) | 1 (2021)              | 2 (1982 e 1984)                   | 4 (1991, 1993, 2010 e 2024)       | 5 (2007, 2008, 2018, 2020 e 2023)                   | 5 (1983, 2002, 2012, 2014 e 2017) | ---                   | 21*                     |
| Cruzeiro | 2 (1976 e 1997)       | 2 (1977 e 2009)       | 2 (1967 e 1975)                   | 5 (2001, 2010, 2014, 2015 e 2018) | 6 (1994, 1998, 2004, 2008, 2011 e 2019)             | ---                               | ---                   | 17                      |
| Internacional                                                                                                  | 2 (2006 e 2010)       | 1 (1980)              | 4 (1977, 1989, 2015 e 2023)       | 1 (2019)                          | 4 (2011, 2012, 2020 e 2021)                         | 3 (1976, 1993 e 2007)             | ---                   | 16*                     |
| Atlético Mineiro                                                                                               | 1 (2013)              | 1 (2024)              | 2 (1978 e 2021)                   | 3 (2000, 2016 e 2022)             | 4 (2014, 2015, 2017 e 2023)                         | 3 (1972, 1981 e 2019)             | ---                   | 14                      |
| Fluminense | 1 (2023)              | 1 (2008)              | ---                               | 4 (2012, 2013, 2021 e 2024)       | 1 (2011)                                            | 2 (1971 e 1985)                   | 1 (2022)              | 10                      |
| Botafogo | 1 (2024)              | ---                   | 2 (1963 e 1973)                   | 1 (2017)                          | 1 (1996)                                            | 1 (2014)                          | ---                   | 7*                      |
| Corinthians | 1 (2012)              | ---                   | 1 (2000)                          | 3 (1996, 1999 e 2022)             | 8 (1991, 2003, 2006, 2010, 2013, 2015, 2016 e 2018) | 2 (1977 e 2023)                   | 3 (2011, 2020 e 2025) | 18                      |
| Vasco da Gama                                                                                                  | 1 (1998)              | ---                   | ---                               | 3 (1990, 2001 e 2012)             | 1 (1999)                                            | 4 (1975, 1980, 1985 e 2018)       | ---                   | 9                       |
| Athletico Paranaense                                                                                           | ---                   | 2 (2005 e 2022)       | ---                               | ---                               | 5 (2000, 2017, 2019, 2020 e 2023)                   | 2 (2002 e 2014)                   | ---                   | 9                       |
| São Caetano | ---                   | 1 (2002)              | ---                               | 1 (2004)                          | 1 (2001)                                            | ---                               | ---                   | 3                       |
| Guarani | ---                   | ---                   | 1 (1979)                          | ---                               | 1 (1988)                                            | 1 (1987)                          | ---                   | 3                       |
| Bahia | ---                   | ---                   | ---                               | 2 (1960 e 1989)                   | ---                                                 | 1 (2025)                          | 1 (1964)              | 4                       |
| Criciúma | ---                   | ---                   | ---                               | 1 (1992)                          | ---                                                 | ---                               | ---                   | 1                       |
| Fortaleza | ---                   | ---                   | ---                               | ---                               | 2 (2022 e 2025)                                     | ---                               | 1 (2023)              | 3                       |
| Sport | ---                   | ---                   | ---                               | ---                               | 1 (2009)                                            | 1 (1988)                          | ---                   | 2                       |
| Paysandu | ---                   | ---                   | ---                               | ---                               | 1 (2003)                                            | ---                               | ---                   | 1                       |
| Goiás | ---                   | ---                   | ---                               | ---                               | 1 (2006)                                            | ---                               | ---                   | 1                       |
| Paraná | ---                   | ---                   | ---                               | ---                               | 1 (2007)                                            | ---                               | ---                   | 1                       |
| Coritiba | ---                   | ---                   | ---                               | ---                               | ---                                                 | 2 (1986 e 2004)                   | ---                   | 2                       |
| Chapecoense | ---                   | ---                   | ---                               | ---                               | ---                                                 | 1 (2017)                          | 1 (2018)              | 2                       |
| Red Bull Bragantino                                                                                            | ---                   | ---                   | ---                               | ---                               | ---                                                 | 1 (2022)                          | 1 (2024)              | 2                       |
| Náutico | ---                   | ---                   | ---                               | ---                               | ---                                                 | 1 (1968)                          | ---                   | 1                       |
| Bangu | ---                   | ---                   | ---                               | ---                               | ---                                                 | 1 (1986)                          | ---                   | 1                       |
| Juventude | ---                   | ---                   | ---                               | ---                               | ---                                                 | 1 (2000)                          | ---                   | 1                       |
| Santo André | ---                   | ---                   | ---                               | ---                               | ---                                                 | 1 (2005)                          | ---                   | 1                       |
| Paulista | ---                   | ---                   | ---                               | ---                               | ---                                                 | 1 (2006)                          | ---                   | 1                       |
| América Mineiro                                                                                                | ---                   | ---                   | ---                               | ---                               | ---                                                 | 1 (2022)                          | ---                   | 1                       |
| Em caso de empate, os clubes estão dispostos em ordem cronológica dos resultados, seguido da ordem alfabética. |                       |                       |                                   |                                   |                                                     |                                   |                       |                         |

(6)*  Inclui a participação na edição 2025.

### Estados
| Clube                                                                         | Títulos | Vice Campeonatos | Semifinais (1) | Quartas de Finais (2) | Oitavas de Finais (3) | Fase de Grupos (4) | Fase Preliminar (5) | Total de Aparições | Total de Clubes |
| ----------------------------------------------------------------------------- | ------- | ---------------- | -------------- | --------------------- | --------------------- | ------------------ | ------------------- | ------------------ | --------------- |
| São Paulo                                                                     | 10      | 9                | 15             | 14                    | 20                    | 16                 | 5                   | 89                 | 9               |
| Rio de Janeiro                                                                | 6       | 2                | 4              | 10                    | 8                     | 12                 | 1                   | 46                 | 5               |
| Rio Grande do Sul                                                             | 5       | 3                | 9              | 5                     | 9                     | 6                  | 1                   | 38                 | 3               |
| Minas Gerais                                                                  | 3       | 3                | 4              | 8                     | 10                    | 4                  | ---                 | 32                 | 3               |
| Paraná                                                                        | ---     | 2                | ---            | ---                   | 6                     | 4                  | ---                 | 12                 | 3               |
| Bahia                                                                         | ---     | ---              | ---            | 2                     | ---                   | ---                | 1                   | 3                  | 1               |
| Santa Catarina                                                                | ---     | ---              | ---            | 1                     | ---                   | 1                  | 1                   | 3                  | 2               |
| Pernambuco                                                                    | ---     | ---              | ---            | ---                   | 1                     | 2                  | ---                 | 3                  | 2               |
| Ceará                                                                         | ---     | ---              | ---            | ---                   | 1                     | ---                | 1                   | 2                  | 1               |
| Goiás                                                                         | ---     | ---              | ---            | ---                   | 1                     | ---                | ---                 | 1                  | 1               |
| Pará                                                                          | ---     | ---              | ---            | ---                   | 1                     | ---                | ---                 | 1                  | 1               |
| Em caso de empate, os clubes estão dispostos em ordem cronológica alfabética. |         |                  |                |                       |                       |                    |                     |                    |                 |

## Ranking de pontos
31 clubes brasileiros participaram da Libertadores desde o seu início, somando pontuações em cada uma de suas participações. Destaca-se que entre as edições de 1960 e 1994, a vitória valia apenas 2 pontos e a partir da edição de 1995, a vitória passou a contar 3 pontos na classificação. Abaixo, a lista completa com as pontuações e as demais estatísticas resultantes de cada edição disputada por cada clube até 2024 (2024 contabilizando no momento apenas até a fase de grupos):
| Pos. | Equipes              | Temp. | Pts | J   | V   | E  | D  | GP  | GC  | SG   | %     | Melhor |
| ---- | -------------------- | ----- | --- | --- | --- | -- | -- | --- | --- | ---- | ----- | ------ |
| 1    | Palmeiras            | 24    | 423 | 242 | 136 | 49 | 57 | 468 | 242 | +226 | 63,22 | 1º     |
| 2    | Grêmio               | 22    | 367 | 215 | 112 | 44 | 59 | 328 | 197 | +131 | 59,77 | 1º     |
| 3    | São Paulo            | 22    | 322 | 208 | 101 | 51 | 56 | 319 | 195 | +124 | 58,23 | 1º     |
| 4    | Flamengo             | 20    | 307 | 178 | 101 | 36 | 41 | 342 | 192 | +150 | 64,09 | 1º     |
| 5    | Cruzeiro             | 17    | 285 | 166 | 95  | 32 | 39 | 307 | 158 | +149 | 63,6  | 1º     |
| 6    | Santos               | 16    | 266 | 153 | 83  | 32 | 38 | 287 | 173 | +114 | 60,8  | 1º     |
| 7    | Internacional        | 15    | 242 | 152 | 73  | 43 | 36 | 223 | 137 | +86  | 59    | 1º     |
| 8    | Corinthians          | 17    | 234 | 138 | 68  | 33 | 37 | 223 | 133 | +90  | 58,5  | 1º     |
| 9    | Atlético Mineiro     | 14    | 226 | 137 | 64  | 41 | 32 | 206 | 130 | +76  | 58,25 | 1º     |
| 10   | Fluminense           | 10    | 162 | 90  | 48  | 21 | 21 | 137 | 89  | +48  | 62,79 | 1º     |
| 11   | Athlético Paranaense | 9     | 135 | 85  | 40  | 15 | 30 | 118 | 106 | +12  | 52,9  | 2º     |
| 12   | Vasco da Gama        | 9     | 106 | 74  | 30  | 23 | 21 | 94  | 76  | +18  | 54,6  | 1º     |
| 13   | Botafogo             | 6     | 90  | 62  | 28  | 15 | 19 | 92  | 70  | +22  | 52,94 | 1º     |
| 14   | São Caetano          | 3     | 50  | 33  | 13  | 11 | 9  | 46  | 29  | +17  | 50,5  | 2º     |
| 15   | Guarani              | 3     | 27  | 24  | 9   | 9  | 6  | 36  | 25  | +11  | 53,5  | 4º     |
| 16   | Sport                | 2     | 21  | 14  | 7   | 2  | 5  | 18  | 14  | +4   | 58,3  | 8º     |
| 17   | Goiás                | 1     | 18  | 10  | 5   | 3  | 2  | 14  | 5   | +9   | 60    | 10º    |
| 18   | Bahia                | 3     | 17  | 14  | 6   | 5  | 3  | 18  | 15  | +3   | 60,7  | 5º     |
| 21   | Paysandu             | 1     | 17  | 8   | 5   | 2  | 1  | 17  | 9   | +8   | 70,8  | 9º     |
| 20   | Coritiba             | 1     | 15  | 12  | 4   | 5  | 3  | 15  | 13  | +2   | 50    | 8º     |
| 19   | Fortaleza            | 2     | 15  | 12  | 4   | 3  | 5  | 16  | 16  | 0    | 41,6  | 12º    |
| 22   | Criciúma             | 1     | 14  | 10  | 6   | 2  | 2  | 19  | 12  | +7   | 70    | 5º     |
| 23   | Paraná               | 1     | 14  | 10  | 4   | 2  | 4  | 14  | 12  | +2   | 46,6  | 15º    |
| 24   | Santo André          | 1     | 8   | 6   | 2   | 2  | 2  | 11  | 6   | +5   | 44,4  | 18º    |
| 25   | Bragantino           | 2     | 8   | 10  | 1   | 5  | 4  | 7   | 12  | -5   | 26,6  | 27º    |
| 26   | Juventude            | 1     | 7   | 6   | 2   | 1  | 3  | 8   | 12  | -4   | 38,9  | 21º    |
| 27   | Chapecoense          | 2     | 7   | 8   | 2   | 1  | 5  | 6   | 14  | -8   | 29,1  | 23º    |
| 28   | América Mineiro      | 1     | 7   | 10  | 1   | 4  | 5  | 9   | 16  | -7   | 23,3  | 25º    |
| 29   | Náutico              | 1     | 6   | 6   | 2   | 2  | 2  | 7   | 8   | -1   | 50    | 16º    |
| 30   | Paulista             | 1     | 6   | 6   | 1   | 3  | 2  | 4   | 7   | -3   | 33,3  | 25º    |
| 31   | Bangu                | 1     | 2   | 6   | 0   | 2  | 4  | 6   | 12  | -6   | 16,6  | 16º    |

## Finais entre clubes brasileiros
Aqui está todas as finais em que clubes brasileiros já disputaram entre si, seja de outro estado ou do mesmo estado.
| Ano           | Campeão       | Placar  | Vice-campeão         |
| ------------- | ------------- | ------- | -------------------- |
| 2005 Detalhes | São Paulo     | 1–1 4–0 | Athletico Paranaense |
| 2006 Detalhes | Internacional | 2–1 2–2 | São Paulo            |

| Ano           | Sede                    | Campeão   | Placar            | Vice-campeão         |
| ------------- | ----------------------- | --------- | ----------------- | -------------------- |
| 2020 Detalhes | Maracanã                | Palmeiras | 1–0 (Prorrogação) | Santos               |
| 2021 Detalhes | Centenario              | Palmeiras | 2–1 (Prorrogação) | Flamengo             |
| 2022 Detalhes | Monumental de Guayaquil | Flamengo  | 1–0               | Athletico Paranaense |
| 2024 Detalhes | Monumental              | Botafogo  | 3–1               | Atlético Mineiro     |